# Liste von Burgen und Schlössern im Regierungsbezirk Freiburg
Die Liste von Burgen und Schlössern im Regierungsbezirk Freiburg umfasst eine Vielzahl von Burgen und Schlössern auf dem Territorium des Regierungsbezirk Freiburg, aufgeteilt in Stadtkreise und Landkreise. Diese zum Teil auf eine 1000-jährige Geschichte zurückblickenden Bauten waren Schauplatz historischer Ereignisse, Wirkungsstätte bekannter Persönlichkeiten und sind häufig noch heute imposante Gebäude. Die Liste von Burgen und Schlössern in Baden-Württemberg ist in weitere Listen für die Regierungsbezirke Stuttgart, Karlsruhe und Tübingen unterteilt. Nicht aufgeführt sind Zier- und Nachbauten, die nie als Wohngebäude oder zur Verteidigung genutzt wurden.

## Regierungsbezirk Freiburg

### Freiburg im Breisgau
| Name                                                           | Ort / Lage                       | Typ                        | Bemerkungen   | Bild           |
| -------------------------------------------------------------- | -------------------------------- | -------------------------- | ------------- | -------------- |
| Colombischlössle                                               | Freiburg im Breisgau             | Schloss                    |               | weitere Bilder |
| Deutschordenshaus Freiburg                                     | Freiburg im Breisgau             |                            | rekonstruiert | weitere Bilder |
| Schloss Ebnet                                                  | Freiburg im Breisgau-Ebnet       | Schloss                    |               | weitere Bilder |
| Erzbischöfliches Palais Freiburg                               | Freiburg im Breisgau             |                            |               | weitere Bilder |
| Burg Freiburg (Burghaldenschloss, Leopoldsburg)                | Freiburg im Breisgau             | Burgstall                  |               |                |
| Girardisches Schlösschen                                       | Freiburg im Breisgau-Zähringen   |                            |               | weitere Bilder |
| Großherzogliches Palais Freiburg                               | Freiburg im Breisgau             |                            | rekonstruiert | weitere Bilder |
| Wasserschloss Herdern                                          | Freiburg im Breisgau-Herdern     |                            |               |                |
| Burg Hohneck (Honigbuck)                                       | Freiburg im Breisgau-Opfingen    |                            |               |                |
| Haus Kageneck                                                  | Freiburg im Breisgau             |                            | rekonstruiert | weitere Bilder |
| Burg Kybfelsen                                                 | Freiburg im Breisgau-„Kibfelsen“ | Burgrest                   |               |                |
| „Altes Schloss“ Lehen (Lehener Schloss, Lehener Weiherschloss) | Freiburg im Breisgau-Lehen       | Schloss                    |               | weitere Bilder |
| Schloss Munzingen                                              | Freiburg im Breisgau-Munzingen   | Neuzeitliches Schloss      | 1672 erbaut   | weitere Bilder |
| Schloss Opfingen (St. Nikolaus, Badhof)                        | Freiburg im Breisgau-Opfingen    |                            |               |                |
| Schloss Turnsee                                                | Freiburg im Breisgau-Wiehre      | abgegangenes Wasserschloss |               |                |
| Schloss Wippertskirch                                          | Freiburg im Breisgau-Opfingen    | Schlossstelle              |               |                |

### Landkreis Breisgau-Hochschwarzwald
| Name                                                     | Ort / Lage                             | Typ                      | Bemerkungen                             | Bild           |
| -------------------------------------------------------- | -------------------------------------- | ------------------------ | --------------------------------------- | -------------- |
| Schloss Allcard                                          | Badenweiler                            | abgegangenes Schloss     |                                         |                |
| Burg Alt-Urach                                           | Lenzkirch                              | Burgruine                |                                         | weitere Bilder |
| Burg Alzenach                                            | Breisach am Rhein-Gündlingen           |                          |                                         |                |
| Burg Au                                                  | Au                                     |                          |                                         |                |
| Burg Auggen (Schlösslegarten)                            | Auggen                                 |                          |                                         |                |
| Burg Auggen (Stadtweg)                                   | Auggen                                 |                          |                                         |                |
| Burg Baden (Burg Badenweiler)                            | Badenweiler                            | Burgruine                |                                         | weitere Bilder |
| Großherzogliches Palais Badenweiler (Residenz)           | Badenweiler                            |                          |                                         | weitere Bilder |
| Wallburg Badenweiler (Burgberg)                          | Badenweiler                            |                          |                                         |                |
| Burg Bad Krozingen                                       | Bad Krozingen                          |                          |                                         |                |
| Schloss Bad Krozingen                                    | Bad Krozingen                          |                          |                                         |                |
| Burg Ballrechten                                         | Ballrechten-Dottingen-Ballrechten      |                          |                                         |                |
| Bessiburg                                                | Merdingen                              |                          |                                         |                |
| Schloss Birkenreute (Bickenreute)                        | Kirchzarten-Birkenreute                | ehemaliges Wasserschloss |                                         | weitere Bilder |
| Burg Bickensohl (Bürgle)                                 | Vogtsburg im Kaiserstuhl-Bickensohl    |                          |                                         |                |
| Schloss Biengen                                          | Bad Krozingen-Biengen                  |                          |                                         | weitere Bilder |
| Ruine Birchiburg                                         | Bollschweil-St. Ulrich                 | Burgruine                |                                         | weitere Bilder |
| Burg Bischoffingen                                       | Vogtsburg im Kaiserstuhl-Bischoffingen |                          |                                         |                |
| Schloss Bollschweil                                      | Bollschweil                            |                          | Nachfolgebau der Wasserburg Bollschweil | weitere Bilder |
| Burg Breisach                                            | Breisach am Rhein                      | Burgrest                 |                                         |                |
| Ruine Bubenstein (Neu-Falkenstein)                       | Buchenbach-Falkensteig                 | Burgruine                |                                         | weitere Bilder |
| Schloss Buchheim                                         | March-Buchheim                         |                          |                                         | weitere Bilder |
| Schloss Büningen (Beroldinger Haus)                      | Umkirch                                |                          |                                         | weitere Bilder |
| Burg bei Burg                                            | Kirchzarten-Burg                       | Burgstall                |                                         |                |
| Bürgle                                                   | Sölden, Wittnau                        |                          |                                         |                |
| Ruine Burkheim (Neues Schloss, Schwendi-Schloss)         | Vogtsburg im Kaiserstuhl-Burkheim      | Burgruine                |                                         | weitere Bilder |
| Burgstall Büschelesköpfle                                | Oberried-Zastler                       |                          |                                         |                |
| Burg Dachswangen                                         | Umkirch                                |                          |                                         |                |
| Burg Dottighofen                                         | Bad Krozingen-Biengen-Dottighofen      |                          |                                         |                |
| Schloss Ebringen                                         | Ebringen                               |                          |                                         |                |
| Burg Eichstetten                                         | Eichstetten am Kaiserstuhl             |                          |                                         |                |
| Schloss Eschbach (Eschbacher Castell)                    | Eschbach                               |                          |                                         | weitere Bilder |
| Burg Falkenbühl                                          | Stegen-Wittental                       |                          |                                         |                |
| Burg Falkenstein                                         | Breitnau                               | Burgruine                |                                         | weitere Bilder |
| Feimlisburg                                              | Ehrenkirchen-Kirchhofen                |                          |                                         |                |
| Schloss Feldkirch (Wessenbergisches Schloss)             | Hartheim-Feldkirch                     |                          |                                         |                |
| Schloss Friedenweiler                                    | Friedenweiler                          |                          |                                         | weitere Bilder |
| Burgstall am Galgenbühl (Brandenburg)                    | Kirchzarten-Burg-„Galgenbühl“          | Burgstall                |                                         |                |
| Burg Grißheim                                            | Neuenburg am Rhein-Grißheim            |                          |                                         |                |
| Burg Grünburg                                            | Löffingen-Unadingen                    |                          |                                         |                |
| Burgruine Hauenfels (Ölberg, Ruine Ehrenstetten)         | Ehrenkirchen-Ehrenstetten              | Burgruine                |                                         | weitere Bilder |
| Burg Heitersheim                                         | Heitersheim                            |                          |                                         |                |
| Burg Höhingen                                            | Vogtsburg im Kaiserstuhl-Achkarren     | Burgruine                |                                         | weitere Bilder |
| Schloss Holzhausen                                       | March-Holzhausen                       |                          |                                         |                |
| Burg Horburg                                             | Staufen im Breisgau                    | Burgstall                |                                         | weitere Bilder |
| Burg Hügelheim                                           | Müllheim-Hügelheim                     |                          |                                         |                |
| Burg Hugstetten                                          | March-Hugstetten                       |                          |                                         |                |
| Altes Schloss Hugstetten                                 | March-Hugstetten                       |                          |                                         |                |
| Schloss Hugstetten                                       | March-Hugstetten                       |                          |                                         | weitere Bilder |
| Burg Ihringen (Burghalde)                                | Ihringen                               |                          |                                         |                |
| Jesuitenschloss (Jesuitenschlösschen)                    | Merzhausen                             |                          |                                         | weitere Bilder |
| Burgrest Kastelberg                                      | Ballrechten-Dottingen-Dottingen        | Burgrest                 |                                         | weitere Bilder |
| Wallburg Kegelriss (Ehrenstetten)                        | Ehrenkirchen-Ehrenstetten              |                          |                                         |                |
| Schloss Kirchhofen                                       | Ehrenkirchen-Kirchhofen                |                          |                                         | weitere Bilder |
| Wasserschloss Kirchzarten (Talvogtei)                    | Kirchzarten                            |                          |                                         | weitere Bilder |
| Burg Kirchzarten (Hochstauden)                           | Kirchzarten-Burg                       |                          |                                         |                |
| Burg Kirchzarten (Hagenmatten)                           | Kirchzarten-Burg                       |                          |                                         |                |
| Burg Kranzenau                                           | Bötzingen-Oberschaffhausen             |                          |                                         |                |
| Schloss Lilienhof                                        | Ihringen                               | abgegangenes Schloss     |                                         |                |
| Burg Mengen                                              | Schallstadt-Mengen                     |                          |                                         |                |
| Schloss Merzhausen (Altes Schlösschen)                   | Merzhausen                             |                          |                                         | weitere Bilder |
| Malteserschloss (Johanniterschloss, Schloss Heitersheim) | Heitersheim                            |                          |                                         | weitere Bilder |
| Schloss Merdingen                                        | Merdingen                              |                          |                                         |                |
| Wasserburg Münster                                       | Münstertal/Schwarzwald                 |                          |                                         |                |
| Burg Neu-Blumberg (Räuberschlössle)                      | Löffingen-Göschweiler                  | Burgrest                 |                                         |                |
| Burg Neuenfels                                           | Müllheim-Britzingen                    | Burgruine                |                                         | weitere Bilder |
| Schloss Neuershausen                                     | March-Neuershausen                     |                          | Nachfolgebau der Burg Neuershausen      | weitere Bilder |
| Schloss Oberambringen                                    | Ehrenkirchen-Kirchhofen-Oberambringen  | abgegangenes Schloss     |                                         |                |
| Burg Oberried                                            | Oberried                               | Burgstall                |                                         |                |
| Burg Oberrotweil                                         | Vogtsburg im Kaiserstuhl-Oberrotweil   |                          |                                         |                |
| Burg Oberschaffhausen (Burg auf dem Seelenberg)          | Bötzingen-Oberschaffhausen             |                          |                                         |                |
| Burg Obhusen                                             | Au                                     |                          |                                         |                |
| Pfirt’sches Schlösschen                                  | Bad Krozingen                          |                          |                                         |                |
| Schloss Rimsingen                                        | Breisach am Rhein-Oberrimsingen        |                          |                                         | weitere Bilder |
| Rödelsburg (Regelsburg, Rottelsburg)                     | Ehrenkirchen                           | Burgrest                 |                                         | weitere Bilder |
| Rosenburg                                                | Müllheim                               |                          |                                         |                |
| Burg Scharfenstein                                       | Münstertal/Schwarzwald-Obermünstertal  | Burgruine                |                                         | weitere Bilder |
| Schneeburg (Schneeberg)                                  | Ebringen                               | Burgruine                |                                         | weitere Bilder |
| Burg Stallegg (Stacheleck)                               | Löffingen-Göschweiler                  | Burgruine                |                                         |                |
| Statzenturm                                              | March-Neuershausen                     |                          |                                         |                |
| Burg Staufen                                             | Staufen im Breisgau                    | Burgruine                |                                         | weitere Bilder |
| Schloss Staufen (Stadtschloss)                           | Staufen im Breisgau                    |                          |                                         |                |
| Schloss Stegen (Weiler, Kagenecksches Schloss)           | Stegen                                 |                          |                                         | weitere Bilder |
| Burg Stockburg                                           | Badenweiler-„Stockberg“                | Burgstall                | auch Landkreis Lörrach                  |                |
| Burg Sulzburg (Schlossberg)                              | Sulzburg                               | Burgruine                |                                         |                |
| Schloss Sulzburg                                         | Sulzburg                               |                          |                                         | weitere Bilder |
| Burg Tunsel                                              | Bad Krozingen-Tunsel                   |                          |                                         |                |
| Turm beim Kloster                                        | Oberried-St. Wilhelm                   |                          |                                         |                |
| Schloss Umkirch (Hohenzollernschloss)                    | Umkirch                                |                          | Nachfolgebau der Wasserburg Geben       | weitere Bilder |
| Schloss Unterambringen                                   | Ehrenkirchen-Kirchhofen-Unterambringen | abgegangenes Schloss     |                                         |                |
| Burg Üsenberg                                            | Breisach am Rhein                      |                          |                                         |                |
| Schloss Wasenweiler                                      | Ihringen-Wasenweiler                   |                          |                                         |                |
| Burg Wiesneck (Wieseneck)                                | Buchenbach                             | Burgruine                |                                         | weitere Bilder |
| Wilde Schneeburg                                         | Oberried-St. Wilhelm                   | Burgstall                |                                         | weitere Bilder |
| Schloss Winterbach                                       | Glottertal                             | abgegangenes Schloss     | Nachfolgebau der Burg Winterbach        |                |
| Burgstall am Wolfsberggraben                             | Ehrenkirchen-Ehrenstetten              |                          |                                         |                |
| Burg Zähringen                                           | Gundelfingen-Wildtal                   | Burgruine                |                                         | weitere Bilder |
| Burghaus Zarten                                          | Kirchzarten-Zarten                     |                          |                                         |                |
| Burg Zasteler Stein (Burg am Adamshof)                   | Oberried-Zastler                       | Burgrest                 |                                         | weitere Bilder |

### Landkreis Emmendingen
| Name                                                         | Ort / Lage                                     | Typ                        | Bemerkungen | Bild           |
| ------------------------------------------------------------ | ---------------------------------------------- | -------------------------- | --- | -------------- |
| Burg Amoltern                                                | Endingen am Kaiserstuhl-Amoltern               |                            | |                |
| Burg Bahlingen                                               | Bahlingen am Kaiserstuhl                       | abgegangene Niederungsburg | |                |
| Burghalde Bahlingen                                          | Bahlingen am Kaiserstuhl                       | abgegangene Höhenburg      | |                |
| Schloss Biberbach                                            | Simonswald                                     |                            | |                |
| Schloss Bleichheim (Gräflich Kageneck’sches Schloss)         | Herbolzheim-Bleichheim                         |                            | |                |
| Burg Broggingen                                              | Herbolzheim-Broggingen                         |                            | |                |
| Schloss Buchholz                                             | Waldkirch-Buchholz                             | Schloss                    | | weitere Bilder |
| Burg Denzlingen (Maurach)                                    | Denzlingen                                     | vermutete Burgstelle       | |                |
| Altes Schloss Elzach                                         | Elzach                                         |                            | |                |
| Schloss Elzach (Neues Schloss, Reischachsches Haus, Körburg) | Elzach                                         |                            | |                |
| Burg Emmendingen                                             | Emmendingen                                    |                            | vmtl. zwei Burgen |                |
| Bürg                                                         | Endingen am Kaiserstuhl                        | Burgstall                  | |                |
| Schloss Hecklingen (Henningsches Schloss)                    | Kenzingen-Hecklingen                           |                            | |                |
| Unteres Schloss Hecklingen                                   | Kenzingen                                      |                            | |                |
| Altes Schloss Heimbach                                       | Teningen-Heimbach                              |                            | |                |
| Neues Schloss Heimbach                                       | Teningen-Heimbach                              |                            | |                |
| Hochburg (Burg Hachberg)                                     | Emmendingen-Windenreute                        | Burgruine                  | | weitere Bilder |
| Burg Hünersedel                                              | Elzach                                         |                            | |                |
| Burgstall Hüttenbühl                                         | Herbolzheim                                    |                            | |                |
| Kastelburg                                                   | Waldkirch 48° 5′ 51″ N, 7° 57′ 28″ O           | Burgruine                  | Die Ruine einer Höhenburg wurde zwischen 1260 und 1270 erbaut. Sie wurde zum Schutz der Stadt Waldkirch erbaut. Im Dreißigjährigen Krieg am 14. März 1634 wurde die Burg zerstört, sie sollte nicht in die Hand des Feindes geraten. | weitere Bilder |
| Burg Kastenbuck (Kastenschlössle)                            | Herbolzheim-Bleichheim                         | Burgstall                  | |                |
| Burgstall Katzenmoos                                         | Elzach-Katzenmoos                              | Burgstall                  | |                |
| Burg Kenzingen                                               | Kenzingen                                      | Burgstall                  | | weitere Bilder |
| Burg Keppenbach                                              | Freiamt-Reichenbach                            | Burgruine                  | | weitere Bilder |
| Burg Kiechlinsbergen                                         | Endingen am Kaiserstuhl-Kiechlinsbergen        |                            | |                |
| Schloss Kiechlinsbergen (Herrenhaus)                         | Endingen am Kaiserstuhl-Kiechlinsbergen        |                            | | weitere Bilder |
| Kilpenburg                                                   | Simonswald                                     | Burgstall                  | |                |
| Kirnburg (Kürnburg, Kürnberg)                                | Herbolzheim-Bleichheim                         | Burgruine                  | | weitere Bilder |
| Koliburg                                                     | Endingen am Kaiserstuhl                        | Burgrest                   | auch Kohlenberg, Isenberg, Üsenburg oder Üsenberg | weitere Bilder |
| Bürgle                                                       | Teningen-Köndringen                            |                            | |                |
| Küchlinsburg (Burg Waldkirch, Reinach’sches Schlössle)       | Waldkirch                                      | abgegangene Wasserburg     | |                |
| Kyffelburg                                                   | Waldkirch                                      |                            | |                |
| Burg Landeck                                                 | Teningen-Landeck                               | Burgruine                  | | weitere Bilder |
| Burg Lichteneck                                              | Kenzingen-Hecklingen                           | Burgruine                  | | weitere Bilder |
| Alte Limburg                                                 | Sasbach am Kaiserstuhl-Limberg                 | Burgruine                  | | weitere Bilder |
| Ruine Limburg (Limpurg)                                      | Sasbach am Kaiserstuhl-Limberg                 | Burgruine                  | |                |
| Burg Malterdingen                                            | Malterdingen                                   |                            | |                |
| Markgrafenschloss (Altes Schloss)                            | Emmendingen                                    | Schloss                    | | weitere Bilder |
| Neues Schloss Emmendingen                                    | Emmendingen                                    | Schloss                    | |                |
| Burgstall Niederwinden                                       | Winden im Elztal-Niederwinden                  |                            | |                |
| Burg Nimburg                                                 | Teningen-Nimburg                               | Burgstall                  | |                |
| Altes Schloss Riegel                                         | Riegel am Kaiserstuhl                          |                            | |                |
| Neues Schloss Riegel                                         | Riegel am Kaiserstuhl                          |                            | |                |
| Burg Riegel                                                  | Riegel am Kaiserstuhl                          | Burgstall                  | |                |
| Hintere Burg Riegel                                          | Riegel am Kaiserstuhl                          |                            | |                |
| Burg Schafgießen                                             | Wyhl am Kaiserstuhl-Wyhler Mühle               |                            | |                |
| Burgstall Schlossbühl                                        | Elzach-Yach-Hinterer Zinken                    |                            | |                |
| Burgstall Schlössle                                          | Elzach-Yach-Vorderer Zinken-Schneiderbauernhof |                            | |                |
| Schwarzenburg (Schwarzenberg)                                | Waldkirch                                      | Burgruine                  | | weitere Bilder |
| Burg Sponeck (Spanegg)                                       | Sasbach am Kaiserstuhl-Jechtingen              | Burgruine                  | | weitere Bilder |
| Tiefburg Vörstetten                                          | Vörstetten                                     | Burgstall                  | |                |
| Weiherschloss Emmendingen                                    | Emmendingen                                    |                            | Nachfolgebau der Burg Wiger |                |
| Burg Weisweil                                                | Weisweil                                       |                            | |                |

### Landkreis Konstanz
| Name                                                                                     | Ort / Lage                                                          | Typ                            | Bemerkungen | Bild           |
| ---------------------------------------------------------------------------------------- | ------------------------------------------------------------------- | ------------------------------ | --- | -------------- |
| Burgruine Alter Turm Aach                                                                | Aach 47° 50′ 54″ N, 8° 51′ 32″ O                                    | Höhenburg, Ringburg            | Eine 2004 von der Heidelberger Akademie der Wissenschaften (Uni Heidelberg) durchgeführte C14-Datierung eines Holzkohlestücks aus dem Füllmauerwerk ergab ein kalibriertes Erbauungsdatum zwischen 990 und 1020. Dieser Befund – zusammen mit der gefundenen Keramik – weist die Burg als eine der frühen Burgen des 11. Jahrhunderts aus. Durch den frühen Abgang der Burg in der Mitte des 12. Jahrhunderts ist sie nie wieder überbaut worden. Dadurch sind die Reste im Gegensatz zu anderen, später überbauten Burgen im Originalzustand erhalten. Dieser Umstand macht die Burgruine so einzigartig. | weitere Bilder |
| Schloss Aach                                                                             | Aach                                                                |                                | |                |
| Burg Allensbach                                                                          | Allensbach                                                          |                                | Abgegangen. Die wohl als Turmburg errichtete Anlage wurde im Jahr 1351 erstmals urkundlich erwähnt. |                |
| Ruine Alt-Dettingen                                                                      | Konstanz-Dettingen 47° 45′ 23″ N, 9° 7′ 9″ O                        | Niederungsburg                 | Von der ehemaligen Burganlage, die zusammen mit Neu-Dettingen eine Doppelburg darstellt, sind noch Reste der polyganen Ringmauer und die Ruine des Wohnturms erhalten. |                |
| Burg Altstadt                                                                            | Gottmadingen 47° 44′ 57″ N, 8° 47′ 1″ O                             |                                | |                |
| Burg Anselfingen (Turm)                                                                  | Engen-Anselfingen                                                   | Turmburg                       | |                |
| Burg Biesendorf (Burgstall)                                                              | Engen-Biesendorf 47° 54′ 36″ N, 8° 48′ 24″ O                        | Höhenburg                      | Abgegangen, von der ehemaligen Burganlage ist nichts erhalten. |                |
| Schloss Bietingen (Bietingen)                                                            | Gottmadingen-Bietingen                                              |                                | |                |
| Burg Binningen                                                                           | Hilzingen-Binningen 47° 47′ 32″ N, 8° 43′ 33″ O                     | Höhenburg                      | Abgegangen, von der ehemaligen Burganlage haben sich keine baulichen Reste erhalten. |                |
| Schloss Binningen im Hegau                                                               | Hilzingen-Binningen                                                 |                                | |                |
| Burg Bittelbrunn                                                                         | Engen-Bittelbrunn 47° 51′ 56″ N, 8° 48′ 50″ O                       | Wasserburg                     | Abgegangen |                |
| Schloss Bittelbrunn (Schlössle)                                                          | Engen-Bittelbrunn                                                   | Schloss                        | Kleiner Schlossbau in Ortslage |                |
| Schloss Blumenfeld                                                                       | Blumenfeld 47° 48′ 49″ N, 8° 40′ 54″ O                              | Schloss                        | Vorgängerburganlage vermutlich des 11. Jahrhunderts, 1499 im Schwabenkrieg durch die Eidgenossen zerstört. Zu Beginn des 16. Jahrhunderts als Schlossbau für die Deutschordens-Kommende Mainau. 1806 bis 1857 Sitz des Bezirksamtes Blumenfeld, 1864 bis 1876 beim Erzbistum Freiburg, 1876 bis 2017 Spitalheim, Krankenhaus, Alten- und Pflegeheim. 1975 durch Sanierung gerettet, zwischen 1980 und 1998 erneut saniert. Seit 2017 Kultur- und Begegnungsort im ländlichen Raum der Stadt Tengen. Interessanter größerer Schlossbau mit typischer regionaler Baukultur.                                  | weitere Bilder |
| Bodenburg                                                                                | Bodman-Ludwigshafen                                                 |                                | Abgegangen |                |
| Ruine Bodman (Alt-Bodman, Altbodman)                                                     | Bodman-Ludwigshafen 47° 47′ 40″ N, 9° 1′ 56″ O                      | Höhenburg                      | | weitere Bilder |
| Burg Bodman (Karolingische Königspfalz)                                                  | Bodman-Ludwigshafen 47° 47′ 43″ N, 9° 2′ 38″ O                      |                                | |                |
| Burg Bodman (Staufische Pfalz)                                                           | Bodman-Ludwigshafen                                                 |                                | |                |
| Schloss Bodman (auch Neu-Bodman, Neues Schloss)                                          | Bodman-Ludwigshafen 47° 47′ 43″ N, 9° 2′ 39″ O                      | Schloss                        | 1757 errichteter einfacher Bau mit Eckrisaliten im Weinbrenner-Stil mit schönem Schlosspark. Es befindet sich im Privatbesitz, Park zu besichtigen. | weitere Bilder |
| Ehemaliges Schloss Bodman                                                                | Bodman-Ludwigshafen 47° 47′ 43″ N, 9° 2′ 36″ O                      | Schloss                        | Schlossanlage wurde um 1701/02 erbaut und 1873 wieder abgerissen. |                |
| Burg Bohlingen (Feste auf der Burghalde, Baltzbronn-Schloss)                             | Singen (Hohentwiel)-Bohlingen 47° 43′ 14″ N, 8° 53′ 40″ O           | Höhenburg, Ortsburg, Spornburg | Sanierter, vermutlich aus dem 15. Jahrhundert stammender, dreigeschossige, runder Bergfried einer Ortsburg. 1640 im Dreißigjährigen Krieg durch Konrad Widerholt zerstört und 1687 Genehmigung zum Abbruch für Ausbau der Kirche. Anfang des 19. Jahrhunderts wurde an der Ostseite der Burg noch ein rechteckiger Turm abgebrochen. | weitere Bilder |
| Burgstall Bohlingen                                                                      | Singen (Hohentwiel)-Bohlingen                                       |                                | |                |
| Schloss Bohlingen                                                                        | Singen (Hohentwiel)-Bohlingen 47° 43′ 16″ N, 8° 53′ 48″ O           | Schloss                        | 1686 als Vogtei und Jagdschloss unter dem Konstanzer Fürstbischof Franz Johann Vogt von Altensumerau und Prasberg erbauter Profanbau. bis 1812 als Konstanzer Bezirksamt, dann Verkauf an Privat. Nutzung später als Gaststätte, Wohnhaus, Schulinternat. Derzeit (Stand 2024) leerstehend. |                |
| Burghalde (Burk, Wannenberg)                                                             | Tengen 47° 49′ 36″ N, 8° 40′ 11″ O                                  |                                | |                |
| Burghalde (Burghalden)                                                                   | Öhningen-Marbach                                                    |                                | |                |
| Ruine Burghof (Dettingen)                                                                | Konstanz-Wallhausen 47° 45′ 21″ N, 9° 7′ 13″ O                      |                                | |                |
| Bürgle                                                                                   | Tengen-Watterdingen                                                 |                                | |                |
| Burgstall Bürglen                                                                        | Engen-Bargen-„Bürglen“                                              |                                | |                |
| Bürglischloss (Gailingen, Bürgli Schloss)                                                | Gailingen am Hochrhein 47° 42′ 13″ N, 8° 44′ 55″ O                  |                                | | weitere Bilder |
| Burgstall Burstel (Stockach)                                                             | Stockach-Seelfingen-„Heiligenbühl“ 47° 51′ 28″ N, 9° 6′ 44″ O       |                                | |                |
| Schloss Büsingen (Junkernhaus)                                                           | Büsingen am Hochrhein                                               |                                | |                |
| Wehrkirche Büßlingen (Kirchhofbefestigung St. Martin)                                    | Tengen-Büßlingen 47° 47′ 35″ N, 8° 41′ 6″ O                         | Wehrkirche                     | Kirche St. Martin mit Kirchhofbefestigung und Wehrcharakter |                |
| Schloss Büßlingen (Schlössli)                                                            | Tengen-Büßlingen                                                    |                                | |                |
| Schloss Dauenberg                                                                        | Eigeltingen 47° 52′ 37″ N, 8° 54′ 32″ O                             |                                | Herrschaftliche Anlage anstelle einer mittelalterlichen Burg, Schlosspark, Gebäudekomplex |                |
| Burg Engen                                                                               | Engen                                                               |                                | |                |
| Engelsburg Engen                                                                         | Engen                                                               |                                | |                |
| Schloss Engen                                                                            | Engen                                                               |                                | |                |
| Krenkinger Schloss (auch Kränkinger Schloss, Krenkinger Schlössle)                       | Engen 47° 51′ 1″ N, 8° 46′ 15″ O                                    | Schloss                        | Schlossbau des 15. Jahrhunderts, Ausbau in den 1890er-Jahren zur heutigen Gestalt: hoher Schlossbau mit Treppengiebeln und Treppenturm mit spitzer Haube, saniert, seit 201 Sitz des Forstamtes | weitere Bilder |
| Schloss Espasingen (auch Bodmannsches Schloss)                                           | Stockach-Espasingen 47° 49′ 12″ N, 9° 0′ 39″ O                      | Schloss                        | Bodmannsches Schloss vom Ende des 16. Jahrhunderts, im Dreißigjährigen Krieg zerstört, Neubau, ab 1839 Schlossbrauerei mit Gaststätte, 1892 abgebrannt, Neubau, 1968 Brauerei geschlossen, 2019 an Bauunternehmen verkauft |                |
| Etzleburg                                                                                | Öhningen-Marbach                                                    |                                | |                |
| Frankenburg                                                                              | Singen (Hohentwiel)-Bohlingen 47° 42′ 8″ N, 8° 54′ 6″ O             |                                | |                |
| Burg Frauenberg (auch Schloss Frauenberg)                                                | Bodman-Ludwigshafen 47° 47′ 36″ N, 9° 2′ 15″ O                      | Burg, Kloster                  | Burg der Grafen von Bodman, 1307 abgebrannt, 1308/09 dem Zisterzienserkloster Salem übereignet, Neubau als Kloster Frauenberg, seit 106 wieder in gräflichem Besitz, bewohnt, Besuche möglich. | weitere Bilder |
| Schloss Freudental (Freudenthal)                                                         | Allensbach-Freudental 47° 44′ 53″ N, 9° 4′ 43″ O                    | Schloss                        | 1698 bis 1700 für Freiherr Franz Dominik von Praßberg (1696–1709) erbaut, im 19. Jahrhundert kaum bewohnt, später wechselnde Besitzer, 2011/2012 saniert, für Veranstaltungen und Tagungen nutzbar | weitere Bilder |
| Burg Hohenfriedingen (Burg Friedingen, Schlössle, Hohenfriedingen, Friedinger Schlössle) | Singen (Hohentwiel) 47° 47′ 4″ N, 8° 53′ 15″ O                      | Burg                           | Burg des 12. Jahrhunderts; 1499 im Schwabenkrieg zerstört, Wiederaufbau, 1647 im Dreißigjährigen Krieg erneut zerstört, Wiederaufbau; erhalten – heute Ausflugslokal |                |
| Schloss Gaienhofen                                                                       | Gaienhofen 47° 40′ 47″ N, 8° 58′ 53″ O                              | Burg/Schloss                   | Burg für den Konstanzer Bischof Gebhard III. von Zähringen (1085–1110) als Jagdbesitz, um 1700 unter Fürstbischof Marquard Rudolf von Rodt (1689–1704) barock zum Schloss ausgebaut, 1803 säkularisiert (Markgrafschaft Baden), ab 1906 in Privathand als Schulinternat, wechselnde Besitzer, 2013 Internat geschlossen, kein öffentlicher Zugang |                |
| Liebenfelsisches Schlösschen (auch: Schloss Gailingen)                                   | Gailingen am Hochrhein 47° 41′ 53″ N, 8° 45′ 15″ O                  | Schloss                        | Einfacher nahezu quadratischer, fünfachsiger, zweistöckiger um 1750 erbauter Schlossbau mit doppelter Freitreppe zur Straße, neben der St.-Dionysius-Kirche |                |
| Burg Gebsenstein                                                                         | Hilzingen 47° 45′ 8″ N, 8° 46′ 49″ O                                |                                | |                |
| → Burg Grünenberg                                                                        | Moos 47° 41′ 43″ N, 8° 57′ 3″ O                                     | Höhenburg                      | abgegangen |                |
| Schloss Gottmadingen                                                                     | Gottmadingen 47° 44′ 5″ N, 8° 46′ 36″ O                             | Schloss                        | Flacher quadratischer Bau, ehemals dreigeschossig, Altes Rathaus Gottmadingen |                |
| Burg Großer Felsen                                                                       | Orsingen-Nenzingen 47° 50′ 51″ N, 8° 54′ 36″ O                      |                                | |                |
| Schloss Güttingen                                                                        | Radolfzell-Güttingen                                                |                                | |                |
| Burg Hals                                                                                | Bodman-Ludwigshafen 47° 46′ 44″ N, 9° 3′ 39″ O                      |                                | |                |
| Schloss Hegi                                                                             | Eigeltingen 47° 51′ 27″ N, 8° 53′ 45″ O                             | Schloss                        | 1545/1546 für Pankratz von Stoffeln erbautes Schloss mit 2 rechtwinklig aneinander stoßenden Schlossteilen der Spätgotik und Frührenaissance im Stil der Hegau-Schlösser mit kennzeichnenden Stufengiebeln, 2 Türmen und der Schlosskapelle; ab 1680 Brauerei, Ende 18./19. Jahrhundert, später Kaufladen und Postamt, seit 1983 behutsame Renovierung durch den jetzigen Eigentümer inklusive Wiederherstellung des Schlossensembles zur Zeit des 16. Jahrhunderts. | weitere Bilder |
| Schloss Hegne                                                                            | Allensbach-Hegne 47° 42′ 30″ N, 9° 6′ 7″ O                          | Schloss                        | 1570 urkundlich (Burgvorgänger vermutet), 1591 bis 1803 Sommersitz der Konstanzer Bischöfe, bis 1892 in versch. weltlichem Besitz, seitdem Klostersitz (Kloster Hegne) | weitere Bilder |
| Heidenschlössle (Bürgle, Birgle, Birkle)                                                 | Orsingen-Nenzingen 47° 49′ 53″ N, 8° 56′ 55″ O                      |                                | |                |
| Ruine Heilsberg (Heilsperg)                                                              | Gottmadingen 47° 44′ 33″ N, 8° 46′ 28″ O                            |                                | |                |
| Burg Heudorf im Hegau                                                                    | Eigeltingen-Heudorf im Hegau 47° 54′ 52″ N, 8° 56′ 8″ O             |                                | |                |
| Hildisburg                                                                               | Stockach-Hindelwangen 47° 52′ 27″ N, 9° 1′ 3″ O                     |                                | |                |
| Burg Hilzingen (Turm, Turmgarten)                                                        | Hilzingen-Riedheim 47° 45′ 50″ N, 8° 46′ 59″ O                      |                                | |                |
| Schloss Hilzingen                                                                        | Hilzingen                                                           |                                | |                |
| Steinhaus Hilzingen                                                                      | Hilzingen                                                           |                                | |                |
| Ruine Hinterburg                                                                         | Tengen-Hinterburg 47° 48′ 40″ N, 8° 39′ 31″ O                       | Burg                           | Ruine einer Höhenburg; Reste des Bergfrieds noch gut erhalten |                |
| Burg Hohenfels (Schloss Hohenfels, Neu-Hohenfels)                                        | Hohenfels-Kalkofen 47° 51′ 51″ N, 9° 6′ 40″ O                       | Burg                           | 1292 als „Neuhohenfels“. 1506 bis 1806 ging die Herrschaft Neuhohenfels an den Deutschen Orden, Burg und Herrschaft zur Landkomturei Altshausen der Deutschordensballei Elsass und Burgund. 1553 und 1642 Brände auf der Burg. Neuaufbau als Barockschlösschen im Burgenstil. 1806 bis 1930 im Besitz derer von Hohenzollern-Sigmaringen (Obervogteiamt Hohenfels). 1930 an Schule Schloss Salem verkauft. 2018 an die gemeinnützige Organisation EOS-Erlebnispädagogik. | weitere Bilder |
| Burg Hohenhewen (Althewen, Hohenhöwen)                                                   | Engen-Welschingen 47° 50′ 9″ N, 8° 44′ 50″ O                        | Burg                           | Höhenburg des 12. Jahrhunderts der Herren von Engen, die sich danach Freiherren von Hewen nannten. Nicht eingenommen im Schwabenkrieg 1499 bzw. im Deutschen Bauernkrieg 1525, aber 1639 durch beaerische Landsknechte im Dreißigjährigen Krieg zerstört, seitdem Ruine. |                |
| Burg Hohenkrähen                                                                         | Mühlhausen-Ehingen 47° 47′ 56″ N, 8° 49′ 14″ O                      | Burg                           | Ruine einer Gipfelburg des 12. Jahrhunderts auf dem 644 m hohen Vulkankegel Hohenkrähen („Krayen“). Die Burg 1512 nach einer Belagerung geschleift und zur Ruine verfallen; war zeitweise Jugendburg | weitere Bilder |
| Hohenstoffeln (Vorder-, Mittel-, Hinterhohenstoffeln)                                    | Hilzingen-Binningen 47° 47′ 47″ N, 8° 44′ 59″ O                     | Burg                           | Ruinen einer aus ehemals drei Höhenburgen bestehenden Anlage: Vorderhohenstoffeln, Mittelhohenstoffeln und Hinterhohenstoffeln. Erste der Burgen vor 1034 erbaut, die anderen bis ins 13. Jahrhundert vollendet. im Dreißigjährigen Krieg vom Rheingraf Otto Ludwig von Salm-Kyrburg-Mörchingen zerstört und geschleift. |                |
| Festungsruine Hohentwiel                                                                 | Singen (Hohentwiel) 47° 45′ 53″ N, 8° 49′ 8″ O                      | Burg, Festung                  | Um 914 erbauter frühmittelalterlicher Herzogssitz und spätere hochmittelalterliche Gipfelburg; nach 1511 bis 1735 nach und nach zur württembergischen Festung ausgebaut; ab 1658 auch Staatsgefängnis; in den Revolutionskriegen 1801 nach Übernahme durch die Franzosen geschleift – heute Ruine. Touristisch genutzt. | weitere Bilder |
| Burg Homboll (Homburg, Altes Schloss)                                                    | Hilzingen-Binningen 47° 47′ 3″ N, 8° 45′ 51″ O                      |                                | |                |
| Burgruine Homburg                                                                        | Radolfzell-Stahringen                                               |                                | | weitere Bilder |
| Burg Honstetten (Spiecher, Alter Turm)                                                   | Eigeltingen 47° 53′ 33″ N, 8° 53′ 1″ O                              | Turmburg                       | Erhaltene Turmburg auf einem 600 m ü. NN hohen Hügel in der Mitte von Honstetten. Sehenswert: überdachter Hocheingang. |                |
| Schloss Horn                                                                             | Konstanz-Staad                                                      |                                | |                |
| Schloss Hornstaad                                                                        | Gaienhofen-Horn 47° 41′ 24″ N, 9° 0′ 0″ O                           | Schloss                        | Ehemaliger Wohnsitz der Chorherren des Klosters Öhningen, zweigeschossige Fachwerkbau mit einem Treppenturm von 1640. |                |
| Burg Kapf                                                                                | Gottmadingen-Bietingen 47° 44′ 10″ N, 8° 43′ 6″ O                   |                                | |                |
| Ruine Kargegg                                                                            | Allensbach 47° 45′ 56″ N, 9° 5′ 37″ O                               | Burg                           | Reste einer Spornburg des 13. Jahrhunderts, 1525 niedergebrannt; seitdem Ruine. | weitere Bilder |
| Burg Kastenbühl                                                                          | Singen (Hohentwiel)-Bohlingen 47° 42′ 27″ N, 8° 53′ 22″ O           |                                | |                |
| Schloss Kattenhorn                                                                       | Öhningen 47° 39′ 20″ N, 8° 54′ 41″ O                                |                                | |                |
| Burg Kesselbrunnen                                                                       | Eigeltingen                                                         |                                | |                |
| Burg Kirnberg                                                                            | Orsingen-Nenzingen 47° 49′ 31″ N, 8° 56′ 9″ O                       |                                | |                |
| Knorenschloss (Knorrenschloss, Norenschloss)                                             | Bodman-Ludwigshafen 47° 49′ 40″ N, 9° 3′ 36″ O                      |                                | |                |
| Schloss Königsegg                                                                        | Reichenau-Mittelzell 47° 41′ 32″ N, 9° 3′ 36″ O                     | Schloss                        | | weitere Bilder |
| Schloss Langenrain                                                                       | Allensbach-Langenrain-Freudental 47° 45′ 45″ N, 9° 4′ 33″ O         |                                | | weitere Bilder |
| Schloss Langenstein                                                                      | Orsingen-Nenzingen 47° 50′ 34″ N, 8° 54′ 10″ O                      |                                | | weitere Bilder |
| Burg Laubegg                                                                             | Bodman-Ludwigshafen 47° 50′ 22″ N, 9° 3′ 56″ O                      |                                | |                |
| Schloss Ludwigshafen (Spitalschlössle)                                                   | Bodman-Ludwigshafen                                                 |                                | |                |
| Burg Lupfenbühl                                                                          | Engen                                                               |                                | |                |
| Burg Mägdeberg                                                                           | Mühlhausen-Ehingen 47° 48′ 19″ N, 8° 47′ 51″ O                      |                                | |                |
| Burg Mahlspüren                                                                          | Stockach-Mahlspüren 47° 52′ 26″ N, 8° 58′ 38″ O                     |                                | |                |
| Burg Mahlspüren (bei den Burgäckern)                                                     | Stockach-Mahlspüren                                                 |                                | |                |
| Burg Mainau                                                                              | Konstanz-Litzelstetten-Mainau 47° 42′ 18″ N, 9° 12′ 0″ O            |                                | |                |
| Schloss Mainau                                                                           | Konstanz-Litzelstetten-Mainau 47° 42′ 18″ N, 9° 12′ 0″ O            |                                | | weitere Bilder |
| Schloss Marbach (Öhningen)                                                               | Öhningen-Marbach 47° 40′ 11″ N, 8° 57′ 1″ O                         |                                | |                |
| Schlössle Meldegg                                                                        | Singen (Hohentwiel)-Beuren an der Aach 47° 47′ 52″ N, 8° 52′ 36″ O  | Schloss                        | Kleines, wohl aus einer Wasserburg hervorgegangenes, Schlösschen mit Treppenturm und kleinem Seitenbau | weitere Bilder |
| Wasserschloss Möggingen                                                                  | Radolfzell-Möggingen 47° 45′ 58″ N, 8° 59′ 47″ O                    |                                | |                |
| Moosburg                                                                                 | Moos                                                                |                                | |                |
| Schloss Mühlhausen                                                                       | Mühlhausen-Ehingen                                                  |                                | |                |
| Schloss Mühlingen                                                                        | Mühlingen 47° 54′ 43″ N, 9° 1′ 5″ O                                 |                                | |                |
| Schloss Münchhöf                                                                         | Eigeltingen-Münchhöf                                                | Schloss, Herrenhaus            | Schlichter zweigeschossiger Walmdachbau |                |
| Nellenburg                                                                               | Stockach 47° 50′ 55″ N, 8° 59′ 5″ O                                 |                                | |                |
| Schloss Neu-Dettingen (Burghof)                                                          | Konstanz-Dettingen 47° 45′ 21″ N, 9° 7′ 13″ O                       |                                | |                |
| Burg Neuhausen                                                                           | Engen-Neuhausen                                                     |                                | |                |
| Burg Neuhewen (Stettener Schlössle, Neuhöwen)                                            | Engen 47° 52′ 45″ N, 8° 43′ 3″ O                                    |                                | |                |
| Schloss Niederhof                                                                        | Singen (Hohentwiel)                                                 |                                | |                |
| Burg Oberstaad                                                                           | Öhningen 47° 39′ 10″ N, 8° 53′ 36″ O                                |                                | |                |
| Burg Pfingstbühl                                                                         | Radolfzell-Güttingen 47° 46′ 0″ N, 8° 58′ 52″ O                     |                                | |                |
| Schloss Radolfzell (Stadtburg der Reichenauer Äbte)                                      | Radolfzell am Bodensee                                              |                                | |                |
| Scheffelschlösschen                                                                      | Radolfzell am Bodensee 47° 43′ 41″ N, 8° 59′ 45″ O                  |                                | |                |
| Österreichisches Schlösschen                                                             | Radolfzell am Bodensee 47° 44′ 14″ N, 8° 58′ 14″ O                  |                                | |                |
| Schloss Randegg                                                                          | Gottmadingen-Randegg 47° 43′ 18″ N, 8° 44′ 58″ O                    |                                | |                |
| Burgstall Rappenburg                                                                     | Engen-Zimmerholz 47° 52′ 11″ N, 8° 44′ 42″ O                        |                                | |                |
| Burg Rauhenberg                                                                          | Gailingen am Hochrhein 47° 42′ 10″ N, 8° 47′ 42″ O                  |                                | |                |
| Reichenauer Pfalz                                                                        | Reichenau                                                           |                                | |                |
| Burg Reute im Hegau (Habsnest)                                                           | Eigeltingen-Reute im Hegau 47° 53′ 0″ N, 8° 54′ 14″ O               | Wallburg                       | Abgegangene Wallburg im Gewann Habsnest, erst in den 1990er Jahren durch Luftbildprospektion entdeckt, ohne urkundliche Nachweise |                |
| Schloss Rheinburg                                                                        | Gailingen am Hochrhein                                              |                                | |                |
| Schloss Rickelshausen                                                                    | Radolfzell-Böhringen                                                |                                | |                |
| Burg Riedheim (Burgstall)                                                                | Hilzingen-Riedheim 47° 45′ 51″ N, 8° 45′ 3″ O                       |                                | |                |
| Rohnhauser Hof                                                                           | Konstanz-Dettingen                                                  |                                | |                |
| Burg Rorgenwies                                                                          | Eigeltingen-Rorgenwies                                              |                                | |                |
| Schloss Rorgenwies                                                                       | Eigeltingen-Rorgenwies                                              | Schloss, Herrenhaus            | Herrenhaus 187 abgebrannt, anschließend sehr einfach wiederaufgebaut |                |
| Burg Rosenegg                                                                            | Rielasingen-Worblingen 47° 44′ 8″ N, 8° 49′ 5″ O                    |                                | |                |
| Rothenburg                                                                               | Bodman-Ludwigshafen 47° 49′ 3″ N, 9° 3′ 6″ O                        |                                | |                |
| Burg Rusbühl                                                                             | Moos-Bankholzen 47° 42′ 10″ N, 8° 56′ 2″ O                          | Höhenburg, Wallburg            | Abgegangene Höhenburg am Südostende einer kleinen 495 m ü. NHN hohen Kuppe, circa 600 Meter südöstlich der Kirche des Ortsteils Bankholzen der Gemeinde Moos auf nö Bergrücken im Tal des Bankholzer Dorfbaches. Halsgraben nach Norden, umlaufender Ringgraben und Burgstelle noch sichtbar; Infotafel (keltische Wallburg) falsch. |                |
| Schloss Schlatt unter Krähen                                                             | Singen (Hohentwiel)-Schlatt unter Krähen 47° 48′ 16″ N, 8° 50′ 1″ O |                                | |                |
| Burg Schlossbühl                                                                         | Moos-Bankholzen 47° 41′ 39″ N, 8° 56′ 15″ O                         |                                | |                |
| Schnabelburg                                                                             | Bodman-Ludwigshafen 47° 49′ 12″ N, 9° 3′ 50″ O                      |                                | |                |
| Ruine Schopflen                                                                          | Reichenau 47° 41′ 11″ N, 9° 6′ 2″ O                                 |                                | | weitere Bilder |
| Ruine Schrotzburg (Diepoldsburg)                                                         | Öhningen-Schienen 47° 42′ 11″ N, 8° 53′ 57″ O                       |                                | |                |
| Oberes Schloss Singen                                                                    | Singen (Hohentwiel) 47° 45′ 45″ N, 8° 50′ 2″ O                      |                                | | weitere Bilder |
| Unteres Schloss Singen (Walburgishof, Walpurgenhof)                                      | Singen (Hohentwiel) 47° 45′ 28″ N, 8° 50′ 4″ O                      | Schloss                        | Ab 1783 gebautes schlichtes klassizistisches Herrenhaus; der Name Walpurgishof geht auf Gattin des Grafen Enzenberg zurück, als deren Witwensitz es geplant war. |                |
| Burstel Seelfingen                                                                       | Stockach-Seelfingen 47° 51′ 28″ N, 9° 6′ 44″ O                      |                                | |                |
| Burg Staufen (Hohenstaufen)                                                              | Hilzingen 47° 46′ 20″ N, 8° 48′ 12″ O                               |                                | | weitere Bilder |
| Schloss Steißlingen                                                                      | Steißlingen                                                         |                                | |                |
| Wehrkirche Steißlingen (St. Remigius und Cyrillus)                                       | Steißlingen                                                         |                                | |                |
| Seehofschlösschen                                                                        | Steißlingen                                                         |                                | |                |
| Teutoburg                                                                                | Tengen-Blumenfeld                                                   |                                | |                |
| Tudoburg                                                                                 | Eigeltingen-Honstetten 47° 52′ 46″ N, 8° 53′ 11″ O                  | Höhenburg, Spornburg           | Um 1100 geschaffene Burg, bestehend aus Vorburg mit vorgeschichtlichem Wall und Ringmauer, getrennte mit V-förmigen doppelten Halsgraben von der Kernburg, die als Spornburg über dem Krebsbachtal liegt und Teil des LSG Krebsbachtals ist. Erhalten sind noch Schildmauerartige Ruinenteile des Palas, Wälle, Ringmauerteile und Turmreste. | weitere Bilder |
| Schloss Unter-Bodman (Unterbodman)                                                       | Bodman-Ludwigshafen                                                 |                                | |                |
| Burg Volkertshausen                                                                      | Volkertshausen                                                      |                                | |                |
| Schloss Volkertshausen                                                                   | Volkertshausen                                                      |                                | |                |
| Burg Wahlwies (Bauernwacht)                                                              | Stockach-Wahlwies 47° 48′ 30″ N, 8° 57′ 32″ O                       |                                | |                |
| Herrenhaus Wahlwies                                                                      | Stockach-Wahlwies                                                   |                                | |                |
| Wohnturm Wahlwies (Schmalhans)                                                           | Stockach-Wahlwies 47° 48′ 57″ N, 8° 58′ 8″ O                        |                                | |                |
| Wall auf dem Keller                                                                      | Stockach-Hindelwangen                                               |                                | |                |
| Schloss Wallhausen (Schlösschen)                                                         | Konstanz-Wallhausen                                                 |                                | |                |
| Burgruine Wasserburg                                                                     | Eigeltingen-Honstetten 47° 53′ 23″ N, 8° 51′ 45″ O                  | Höhenburg                      | Ruine einer Höhenburg über dem Wasserburger Tal. Bergfriedreste, Gebäudegrundmauerreste, Ringmauerreste nebst komplett umlaufenden Ringgraben und Halsgraben zum Wasserburgerhof zu; dieser wohl aus Steinen der Burg errichtet. Burg im 15. Jahrhundert zerstört. | weitere Bilder |
| Wasserburg Weiherhof                                                                     | Radolfzell-Böhringen 47° 45′ 24″ N, 8° 54′ 54″ O                    |                                | |                |
| Burg Weiler (In der Burg)                                                                | Moos-Weiler 47° 42′ 23″ N, 8° 57′ 7″ O                              |                                | |                |
| Burg Weiterdingen (Schanze)                                                              | Hilzingen-Weiterdingen                                              |                                | |                |
| Schloss Weiterdingen (Hornsteiner Schloss, Steinhaus)                                    | Hilzingen-Weiterdingen 47° 47′ 54″ N, 8° 46′ 6″ O                   |                                | |                |
| Wehrkirche Weiterdingen (St. Mauritius)                                                  | Hilzingen-Weiterdingen                                              |                                | |                |
| Burg Welschingen                                                                         | Engen-Welschingen                                                   |                                | |                |
| Burg Welschingen (Schützenbühl)                                                          | Engen-Welschingen                                                   |                                | |                |
| Wehrkirche Welschingen                                                                   | Engen-Welschingen                                                   |                                | |                |
| Schloss Wiechs                                                                           | Steißlingen-Wiechs                                                  |                                | |                |
| Schloss Windegg (Reichenau) (Bürgle)                                                     | Reichenau-Niederzell 47° 42′ 28″ N, 9° 2′ 33″ O                     |                                | | weitere Bilder |
| Burg Winterspüren (Schlossberg)                                                          | Stockach-Winterspüren 47° 51′ 41″ N, 9° 1′ 59″ O                    |                                | |                |
| Burg Wittenspurg                                                                         | Singen (Hohentwiel)-Bohlingen 47° 43′ 41″ N, 8° 53′ 44″ O           |                                | |                |
| Burg Worblingen                                                                          | Rielasingen-Worblingen 47° 44′ 1″ N, 8° 49′ 40″ O                   |                                | |                |
| Schloss Worblingen                                                                       | Rielasingen-Worblingen                                              |                                | |                |
| Schloss Zimmerholz                                                                       | Engen-Zimmerholz                                                    |                                | |                |
| Schloss Zizenhausen                                                                      | Stockach-Zizenhausen 47° 52′ 26″ N, 9° 0′ 5″ O                      |                                | |                |

### Landkreis Lörrach
| Name                                           | Ort / Lage                                      | Typ                        | Bemerkungen                                                     | Bild           |
| ---------------------------------------------- | ----------------------------------------------- | -------------------------- | --------------------------------------------------------------- | -------------- |
| Burg Altenstein                                | Häg-Ehrsberg                                    |                            |                                                                 |                |
| Burg Alt-Waldeck                               | Kleines Wiesental-Tegernau                      | Burgstall einer Spornburg  |                                                                 |                |
| Ringwall Am brennten Buck                      | Schliengen-Obereggenen                          |                            |                                                                 |                |
| Schloss Bellingen                              | Bad Bellingen                                   |                            | heute als Rathaus genutzt                                       | weitere Bilder |
| Burg Beuggen                                   | Rheinfelden (Baden)                             | abgegangene Burg           |                                                                 |                |
| Schloss Beuggen                                | Rheinfelden (Baden)                             |                            |                                                                 | weitere Bilder |
| Schloss Binzen                                 | Binzen                                          | abgegangenes Wasserschloss | überbaut nach Sicherungsgrabung                                 |                |
| Binzener Schlösschen                           | Binzen                                          |                            |                                                                 |                |
| Brombacher Schloss                             | Lörrach-Brombach                                | ehemaliges Wasserschloss   | heute genutzt als zentrales Standesamt von Lörrach              | weitere Bilder |
| Bürchauer Burg                                 | Kleines Wiesental-Bürchau                       | abgegangene Höhenburg      | erst 2020 entdeckt                                              |                |
| Schloss Bürgeln                                | Schliengen-Obereggenen                          | Schloss                    | täglich geführte Besichtigungen                                 | weitere Bilder |
| Burgruine Burgholz                             | Schopfheim-Raitbach                             | Burgstall                  | geringfügige Mauerreste, wahrscheinlich Burg Neuenstein         |                |
| Schloss Ehner-Fahrnau                          | Schopfheim                                      | Schloss                    | privates Wohnhaus                                               | weitere Bilder |
| Bürgle (Enkenstein)                            | Schopfheim-Enkenstein                           | Burgstall                  | keine Mauerreste                                                |                |
| Wasserschloss Entenstein                       | Schliengen                                      | Wasserschloss              | heute genutzt als Rathaus                                       | weitere Bilder |
| Burg Friedlingen                               | Weil am Rhein                                   | abgegangene Wasserburg     | auch Schloss Friedlingen oder Schloss Ötlikon genannt           | weitere Bilder |
| Schloss Grenzach (Schlössle, Weiherhaus)       | Grenzach-Wyhlen                                 | ehemaliges Weiherhaus      | privates Wohnhaus                                               |                |
| Burg Grüneck                                   | Schliengen-Schallsingen                         | Burgstall                  | geringfügige Mauerreste                                         |                |
| Burg Hammerstein                               | Kandern-Wollbach                                | abgegangene Burg           | Burgstelle bekannt                                              |                |
| Ruine Henschenberg                             | Zell im Wiesental                               | Burgstall                  | geringfügige Mauerreste                                         |                |
| Ruine Hertenberg                               | Rheinfelden (Baden)-Herten                      | Burgruine                  | größere Mauerreste                                              |                |
| Ruine Hirschenleck                             | Rheinfelden (Baden)-Herten                      | Burgstall                  | Reste von Wall und Graben                                       |                |
| Wasserschloss Hiltelingen                      | Weil am Rhein-Haltingen                         | abgegangene Wasserburg     | Burgstelle bekannt                                              |                |
| Burg Hornfels (Hornfelsen)                     | Grenzach-Wyhlen                                 | Wallanlage                 |                                                                 |                |
| Inzlinger Wasserschloss                        | Inzlingen                                       | Wasserschloss              | heutige Nutzung als Rathaus und Restaurant                      | weitere Bilder |
| Burg Istein (Klotz, Isteiner Klotz)            | Efringen-Kirchen-Istein                         | Burgstall                  | geringe Mauerreste und restaurierte Burgkapelle                 |                |
| Schenkenschlösschen Istein (Schenkenschlössli) | Efringen-Kirchen-Istein                         |                            |                                                                 |                |
| Schloss Istein                                 | Efringen-Kirchen-Istein                         |                            |                                                                 |                |
| Schloss Istein (Dinghof)                       | Efringen-Kirchen-Istein                         |                            | privates Wohnhaus                                               | weitere Bilder |
| Neuenburg (Kandern)                            | Kandern                                         | abgegangene Burg           | genaue Lage unbekannt                                           |                |
| Schloss Liel                                   | Schliengen-Liel                                 | Schloss                    | privates Wohnhaus                                               | weitere Bilder |
| Wasserschloss Liel                             | Schliengen-Liel                                 | abgegangene Wasserburg     |                                                                 |                |
| Schloss Lörrach                                | Lörrach                                         | abgegangene Wasserburg     |                                                                 |                |
| Neuenburg (Kleinkems)                          | Efringen-Kirchen-Kleinkems                      | abgegangene Burg           |                                                                 |                |
| Burg Neu-Waldeck                               | Tegernau                                        | Burgstall                  | Mauerreste                                                      |                |
| Schloss Rheinweiler                            | Bad Bellingen-Rheinweiler                       | Schloss                    | heute als Pflegeheim genutzt                                    | weitere Bilder |
| Burgruine Rotenburg                            | Wieslet                                         | Ruine                      | Mauerreste                                                      |                |
| Burg Rötteln                                   | Lörrach 47° 38′ 18″ N, 7° 40′ 5″ O              | Ruine                      | Ausflugsziel                                                    | weitere Bilder |
| Sausenburg (Sausenberg)                        | Kandern 47° 44′ 17″ N, 7° 41′ 21″ O             | Ruine                      | Ausflugsziel                                                    |                |
| Schloss Schopfheim                             | Schopfheim                                      | abgegangenes Schloss       | Lage bekannt                                                    | weitere Bilder |
| Schloss Schwörstadt                            | Schwörstadt                                     | Schloss                    | privates Wohnhaus                                               | weitere Bilder |
| Wasserschloss Steinen                          | Steinen                                         | ehemaliges Wasserschloss   | privates Wohnhaus                                               | weitere Bilder |
| Stettener Schlösschen                          | Lörrach-Stetten                                 | Schloss                    | genutzt als Galerie                                             | weitere Bilder |
| Burg Stockburg                                 | Malsburg-Marzell                                | Burgstall                  | auch Landkreis Breisgau-Hochschwarzwald, da auf der Kreisgrenze |                |
| Burg Kaltenbach                                | Malsburg-Marzell                                |                            | fraglich ob diese Burg existiert hat                            |                |
| Burg Strenger Felsen                           | Rheinfelden (Baden)-Degerfelden                 | Burgstall                  | Strengifelsen, Degerfelden                                      | weitere Bilder |
| Ruine Turmhölzle                               | Schopfheim-Raitbach 47° 40′ 59″ N, 7° 51′ 57″ O | Ruine                      |                                                                 |                |
| Schloss Wittlingen                             | Wittlingen                                      | Schloss                    |                                                                 |                |

### Ortenaukreis
| Name                                                                           | Ort / Lage                                    | Typ                                        | Bemerkungen                                                             | Bild           |
| ------------------------------------------------------------------------------ | --------------------------------------------- | ------------------------------------------ | ----------------------------------------------------------------------- | -------------- |
| Schloss Altdorf                                                                | Ettenheim-Altdorf                             |                                            |                                                                         |                |
| Schloss Altenheim                                                              | Neuried-Altenheim                             |                                            |                                                                         |                |
| Ruine Alt-Geroldseck (Rauhkasten)                                              | Seelbach-Schönberg                            | Burgrest                                   |                                                                         |                |
| Burg Alt-Neuenstein                                                            | Lautenbach                                    |                                            |                                                                         |                |
| Schloss Aubach                                                                 | Lauf-Aubach                                   |                                            |                                                                         |                |
| Burg Auenheim (Hundsmatt)                                                      | Kehl                                          |                                            |                                                                         |                |
| Ruine Bärenburg                                                                | Oppenau-Ramsbach                              |                                            |                                                                         |                |
| Burg Berghaupten                                                               | Berghaupten                                   |                                            |                                                                         |                |
| Schloss Berghaupten                                                            | Berghaupten                                   |                                            |                                                                         |                |
| Burg Bielenstein (Bilenstein, Bergschloss, Fliehburg)                          | Offenburg-Zell-Weierbach                      |                                            |                                                                         |                |
| Burg Bierkeller                                                                | Kehl                                          |                                            |                                                                         |                |
| Wasserschloss Binzburg                                                         | Hohberg-Hofweier                              | Abgegangen                                 |                                                                         |                |
| Burg Blankenmoos                                                               | Neuried-Ichenheim                             |                                            |                                                                         |                |
| Burg Bosenstein (Hagenbrucker Schloss)                                         | Ottenhöfen im Schwarzwald                     |                                            |                                                                         |                |
| Burg Burgenberg (Birkenberg)                                                   | Ettenheim-Ettenheimmünster                    |                                            | evtl. mit der Rauenburg identisch                                       |                |
| Burg Burghard                                                                  | Lahr/Schwarzwald                              |                                            |                                                                         |                |
| Burg Burgheim                                                                  | Lahr/Schwarzwald-Burgheim                     |                                            |                                                                         |                |
| Schloss Burneck (Borneck)                                                      | Kehl                                          |                                            |                                                                         |                |
| Schloss Dautenstein                                                            | Seelbach-Dautenstein                          | Schloss                                    | auch Wasserschloss Dautenstein, Tutenstein, Duttenstein oder Dutenstein |                |
| Ruine Diersburg (Tiersperg)                                                    | Hohberg-Diersburg                             | Burgruine                                  |                                                                         |                |
| Schloss Diersburg (Präsidentenhaus)                                            | Hohberg-Diersburg                             |                                            |                                                                         |                |
| Schloss Diersburg (Philippshof) (Majoratshof)                                  | Hohberg-Diersburg                             |                                            |                                                                         |                |
| Wasserschloss Diersburg                                                        | Hohberg-Diersburg                             |                                            |                                                                         |                |
| Burg Dundenheim                                                                | Neuried-Dundenheim                            |                                            |                                                                         |                |
| Schloss Eckartsweier                                                           | Willstätt-Eckartsweier                        |                                            |                                                                         |                |
| Schlössle von Effringen                                                        | Gutach-Vogtsbauernhof                         |                                            | stand bis 2015 in Wildberg (Schwarzwald)                                |                |
| Schloss Ettenheim (Palais Rohan, Schlössli, Altes Schloss)                     | Ettenheim                                     |                                            |                                                                         |                |
| Burg Falkenweiher                                                              | Berghaupten                                   |                                            |                                                                         |                |
| Wasserschloss Fessenbach (Rieshof)                                             | Offenburg-Fessenbach                          |                                            |                                                                         |                |
| Burg Fischerbach                                                               | Fischerbach-Hinterfischerbach                 |                                            |                                                                         |                |
| Fischerbacher Turm (Turm)                                                      | Fischerbach                                   |                                            |                                                                         |                |
| Burg Friedberg                                                                 | Oppenau                                       |                                            |                                                                         |                |
| Burg Fürsteneck                                                                | Oberkirch-Butschbach                          |                                            |                                                                         |                |
| Schloss Gaisbach                                                               | Oberkirch-Gaisbach                            |                                            |                                                                         |                |
| Burgstall am Galgenbühl (Burgbühl)                                             | Haslach im Kinzigtal                          |                                            |                                                                         |                |
| Burg Gippichen (Gypchen)                                                       | Wolfach-Kinzigtal-Ippichen                    |                                            |                                                                         |                |
| Gisenburg                                                                      | Ettenheim-Ettenheimmünster                    | Burgstall vmtl. einer keltischen Fliehburg |                                                                         |                |
| Schloss Gröbern (Gröberner Hof, Gröbernturm, Schlösslin)                       | Zell am Harmersbach-Unterentersbach           |                                            |                                                                         |                |
| Schloss Grol                                                                   | Durbach                                       |                                            |                                                                         |                |
| Wasserschloss Großweier                                                        | Achern-Großweier                              |                                            |                                                                         |                |
| Burg Gutach (Gutach-Turm)                                                      | Gutach                                        | Burgruine                                  |                                                                         |                |
| Harmersbacher Schlössle (Armen Bürgle)                                         | Oberharmersbach                               |                                            |                                                                         |                |
| Schloss Haslach                                                                | Haslach im Kinzigtal                          |                                            |                                                                         |                |
| Heidburg (Steinschlössle)                                                      | Hofstetten                                    | Burgstall                                  |                                                                         |                |
| Burg Heidenkeller                                                              | Ettenheim-Münchweier                          | Burgstall vmtl. einer keltischen Fliehburg |                                                                         |                |
| Schloss Heiligenzell                                                           | Friesenheim-Heiligenzell                      |                                            |                                                                         |                |
| Wasserschloss Hofweier (Obere Burg)                                            | Hohberg-Hofweier                              |                                            |                                                                         |                |
| Burgruine Hohengeroldseck (Geroldseck)                                         | Seelbach                                      | Burgruine                                  |                                                                         | weitere Bilder |
| Burg Hohenrod (Hohenrode, Brigittenschloss)                                    | Sasbachwalden                                 | Burgruine                                  |                                                                         |                |
| Schloss Hornberg                                                               | Hornberg                                      | Burgruine                                  |                                                                         | weitere Bilder |
| Schloss Hornberg (Altes und Neues Schloss)                                     | Hornberg                                      |                                            |                                                                         |                |
| Burg Hundsfeld                                                                 | Kehl                                          |                                            |                                                                         |                |
| Burg Husen                                                                     | Hausach                                       | Burgruine                                  |                                                                         | weitere Bilder |
| Burg Ichenheim                                                                 | Neuried-Ichenheim                             |                                            |                                                                         |                |
| Schloss Ichtratzheim (Prinzenschlössle)                                        | Ettenheim                                     |                                            |                                                                         |                |
| Schloss Jockelkopf (Schlossjockelskopf, Jeringheim)                            | Kehl-Jeringheim                               |                                            |                                                                         |                |
| Schloss Kolbenstein                                                            | Durbach                                       |                                            |                                                                         |                |
| Schloss Kork                                                                   | Kehl-Kork                                     |                                            |                                                                         |                |
| Schloss Lindenhaus                                                             | Sasbach                                       |                                            |                                                                         |                |
| Burg Lützelhardt                                                               | Seelbach 48° 18′ 57″ N, 7° 57′ 11″ O          | Burgruine                                  |                                                                         | weitere Bilder |
| Schloss Mahlberg (Altes und Neues Schloss)                                     | Mahlberg                                      |                                            |                                                                         | weitere Bilder |
| Wasserschloss Mahlberg                                                         | Mahlberg                                      |                                            |                                                                         |                |
| Burg Marlen                                                                    | Kehl-Marlen                                   |                                            |                                                                         |                |
| Burg Meissenheim                                                               | Meißenheim                                    |                                            |                                                                         |                |
| Schloss Mollenkopfhaus                                                         | Friesenheim-Oberweier                         |                                            |                                                                         |                |
| Schloss Mollenkopp (Mollenkopf-Schlösschen)                                    | Schuttertal                                   |                                            |                                                                         |                |
| Mörburg (Merburg)                                                              | Schutterwald-Höfen                            |                                            |                                                                         |                |
| Burg Mühlenbach                                                                | Mühlenbach                                    |                                            |                                                                         |                |
| Wasserschloss Müllen                                                           | Neuried-Müllen                                |                                            |                                                                         |                |
| Ruine Neuenstein                                                               | Lautenbach-Hubacker                           | Burgruine                                  |                                                                         |                |
| Burg Neu-Windeck (Neuwindeck, Lauf, Laufer Schloss)                            | Lauf                                          | Burgruine                                  |                                                                         | weitere Bilder |
| Schloss Neveu (Bäuerlinshof, Schlösschen (Haus) von Neveu)                     | Durbach-Hespengrund                           |                                            |                                                                         |                |
| Burg Niederschopfheim (Zixenberg, Zizenberg)                                   | Hohberg-Niederschopfheim                      |                                            |                                                                         |                |
| Burg Nonnenweier                                                               | Schwanau-Nonnenweier                          |                                            |                                                                         |                |
| Schloss Nonnenweier                                                            | Schwanau-Nonnenweier                          |                                            |                                                                         |                |
| Wasserschloss Oberachern                                                       | Achern-Oberachern                             |                                            |                                                                         |                |
| Schloss Oberweier (Schlösschen derer von Hinderer, von Seldenecksches Schloss) | Friesenheim-Oberweier                         |                                            |                                                                         |                |
| Schloss Orschweier                                                             | Mahlberg-Orschweier                           |                                            |                                                                         |                |
| Schloss Ortenberg                                                              | Ortenberg                                     | Schloss                                    |                                                                         | weitere Bilder |
| Rauenburg (Ruwenberg, Rauwenburg)                                              | Ettenheim-Ettenheimmünster                    | nicht lokalisierter Burgstall              |                                                                         |                |
| Schloss Renchen (Windecksches Schloss)                                         | Renchen                                       |                                            |                                                                         |                |
| Schloss Rheinbischofsheim                                                      | Rheinau-Rheinbischofsheim                     |                                            |                                                                         |                |
| Schloss Rodeck (Kappelrodeck)                                                  | Kappelrodeck                                  |                                            |                                                                         |                |
| Wasserschloss Rohrburg                                                         | Neuried-Altenheim                             |                                            |                                                                         |                |
| Balzare-Schlössle                                                              | Rust                                          |                                            |                                                                         |                |
| Schloss Balthasar (Balthasarburg)                                              | Rust                                          |                                            |                                                                         |                |
| Schloss Sasbach                                                                | Sasbach                                       |                                            |                                                                         |                |
| Schauenburg                                                                    | Oberkirch                                     | Ruine einer Höhenburg                      |                                                                         | weitere Bilder |
| Schloss Schmieheim                                                             | Kippenheim-Schmieheim                         | Renaissanceschloss                         | Patrizierschloss um 1610 erbaut, 1960er Jahre renoviert, Gemeindebesitz |                |
| Burg Schnellingen                                                              | Haslach im Kinzigtal-Schnellingen             |                                            |                                                                         |                |
| Wasserschloss Schuttern                                                        | Friesenheim-Schuttern                         | abgegangenes Schloss                       | auch Burg Schuttern genannt                                             |                |
| Burg Schwiggenstein (Schwigenstein)                                            | Haslach im Kinzigtal                          |                                            |                                                                         |                |
| Schloss Seebach (Fessenbach)                                                   | Offenburg-Fessenbach                          |                                            |                                                                         |                |
| Burg Seelbach (Müller-Schlössle, Börschelsberg)                                | Seelbach-Dautenstein                          |                                            |                                                                         |                |
| Burg Staufenberg (Staufenburg, Stauffenberg)                                   | Durbach-Staufenberg                           | Burg                                       |                                                                         | weitere Bilder |
| Schloss Sternenberg                                                            | Friesenheim-Oberweier                         |                                            |                                                                         |                |
| Storchenturm Lahr (Burg Lahr, Ruine Lahr, Tiefburg Lahr)                       | Lahr/Schwarzwald                              | Burgruine                                  |                                                                         |                |
| Ruine Stollenburg                                                              | Durbach                                       |                                            |                                                                         |                |
| Turmhügel Tannenbuck                                                           | Rust                                          |                                            |                                                                         |                |
| Burg Tiefenbach                                                                | Hornberg                                      |                                            |                                                                         |                |
| Schloss Uffhofen                                                               | Offenburg-Uffhofen                            |                                            |                                                                         |                |
| Ullenburg                                                                      | Oberkirch-Tiergarten                          |                                            |                                                                         |                |
| Burg Waldstein                                                                 | Fischerbach                                   |                                            |                                                                         |                |
| Ruine Walkenstein (Falkenstein, Valkenstein)                                   | Oberwolfach-Walke 48° 20′ 35″ N, 8° 13′ 32″ O | Ruine einer Höhenburg bzw. Turmburg        |                                                                         |                |
| Schloss Waltersweier (Freihof)                                                 | Offenburg-Waltersweier                        |                                            |                                                                         |                |
| Schloss Waseneck                                                               | Kehl-Goldscheuer                              |                                            |                                                                         |                |
| Schloss Weier                                                                  | Offenburg-Weier                               |                                            |                                                                         |                |
| Wasserschloss Weiherdamm (Weyerdamm)                                           | Schuttertal                                   |                                            |                                                                         |                |
| Burg Weiler (Ramsteinweiler)                                                   | Fischerbach-Weiler                            |                                            |                                                                         |                |
| Burg Wiedergrün                                                                | Durbach                                       |                                            |                                                                         |                |
| Schloss Wiedergrün                                                             | Durbach                                       |                                            |                                                                         |                |
| Wasserschloss Willstätt                                                        | Willstätt                                     |                                            |                                                                         |                |
| Ruine Wolfach (Altwolfach, Schlössle, Wolva)                                   | Wolfach 48° 18′ 43″ N, 8° 13′ 15″ O           | Ruine einer Höhenburg                      |                                                                         |                |
| Schloss Wolfach (Fürstenberger Schloss)                                        | Wolfach                                       | Schloss                                    |                                                                         | weitere Bilder |

### Landkreis Rottweil
| Name                                                 | Ort / Lage                            | Typ       | Bemerkungen   | Bild           |
| ---------------------------------------------------- | ------------------------------------- | --------- | ------------- | -------------- |
| Burg Albeck                                          | Sulz am Neckar                        |           |               | weitere Bilder |
| Burgstall Altenburg (Altfalkenstein)                 | Schramberg-Tennenbronn                |           |               |                |
| Burgruine Bernburg                                   | Rottweil                              |           |               |                |
| Ruine Berneck                                        | Schramberg                            |           |               |                |
| Burg Beuren                                          | Vöhringen-Beuren (Wüstung)            |           |               |                |
| Burg Birnberg                                        | Dunningen                             |           | Burgstall     |                |
| Burg Bogeneck (Aistaig)                              | Oberndorf am Neckar-Aistaig           |           |               |                |
| Burg Brandeck                                        | Dornhan                               |           |               |                |
| Burg Dunningen (Das Ziegelhaus)                      | Dunningen 48° 12′ 47″ N, 8° 30′ 19″ O | Ortsburg  | geringe Reste |                |
| Burg Falkenstein (Ober- und Unterfalkenstein)        | Schramberg                            |           |               |                |
| Burg Fluorn                                          | Fluorn-Winzeln                        |           |               |                |
| Schlösschen am Gießen                                | Sulz am Neckar-Glatt                  |           |               |                |
| Wasserschloss Glatt (Schlösschen, Weiherschloss)     | Sulz am Neckar-Glatt                  |           |               | weitere Bilder |
| Schloss der Herren von Neuneck (Glatt)               | Sulz am Neckar-Glatt                  |           |               | weitere Bilder |
| Burg Herrenzimmern (Untere Burg)                     | Bösingen-Herrenzimmern                |           |               | weitere Bilder |
| Ältere Burg Herrenzimmern (Zimmern)                  | Bösingen-Herrenzimmern                |           |               |                |
| Burg Hohenschramberg (Nippenburg)                    | Schramberg                            |           |               |                |
| Burg Hohenstein (Alt-Hohenstein)                     | Dietingen 48° 12′ 25″ N, 8° 36′ 33″ O | Höhenburg |               |                |
| Schloss Hohenstein                                   | Dietingen                             |           |               |                |
| Burg Irslingen (Urslingen)                           | Dietingen-Irslingen                   |           |               |                |
| Klingenburg (Schiltach) (Schlössle, Mühlburg)        | Schiltach-Hinterlehengericht          |           |               |                |
| Burg Leinstetten                                     | Dornhan-Leinstetten                   |           |               |                |
| Schloss Leinstetten                                  | Dornhan-Leinstetten                   |           |               |                |
| Schloss Lichtenegg (Epfendorf)                       | Harthausen                            | Schloss   |               |                |
| Burg Lichtenfels                                     | Dornhan 48° 22′ 57″ N, 8° 32′ 32″ O   | Höhenburg |               | weitere Bilder |
| Burg Marschalkenzimmern (Schloss Marschalkenzimmern) | Dornhan-Marschalkenzimmern            |           |               |                |
| Neckarburg                                           | Villingendorf                         |           |               |                |
| Burg Neckarstetten                                   | Deißlingen                            |           |               |                |
| Burg Neuburgberg                                     | Dunningen                             | Motte     | Burgstall     |                |
| Burgstall Nussburg                                   | Bösingen-Talhausen                    |           |               |                |
| Burg Oberrotenstein                                  | Zimmern ob Rottweil-Horgen            |           |               |                |
| Burg Ramstein                                        | Schramberg                            |           |               |                |
| Burg Renfrizhausen                                   | Sulz am Neckar-Renfrizhausen          |           |               |                |
| Burg Rotenstein (Ober-Rothenstein)                   | Rottweil-Hausen                       |           |               |                |
| Burg Rotenzimmern (Rotazimbern)                      | Dietingen-Rotenzimmern                |           |               |                |
| Schloss Rottweil (Königshof)                         | Rottweil                              |           |               |                |
| Burg Schenkenberg                                    | Epfendorf 48° 15′ 39″ N, 8° 36′ 35″ O | Höhenburg |               |                |
| Schenkenburg (Schenkenzell)                          | Schenkenzell                          |           |               | weitere Bilder |
| Burgstall Schenkenzell                               | Schenkenzell                          |           |               |                |
| Burg Schiltach (Landsehr, Hohe Landesehr)            | Schiltach                             |           |               |                |
| Burg Schilteck                                       | Schramberg                            |           |               |                |
| Schenkenzeller Schlössle                             | Schenkenzell                          |           |               |                |
| Schloss Schramberg                                   | Schramberg                            |           |               |                |
| Burg Suntheim (Sontheim)                             | Rottweil-Zepfenhan                    |           |               |                |
| Burg Trossingen (Burgbühl)                           | Deißlingen                            | Höhenburg | Burgstall     |                |
| Schloss Urslingen                                    | Dietingen-Irslingen                   |           |               |                |
| Burg Waseneck (Wasseneck)                            | Oberndorf am Neckar                   |           |               |                |
| Burg Wehrstein                                       | Sulz am Neckar-Fischingen             |           |               | weitere Bilder |
| Schloss Wellendingen                                 | Wellendingen                          |           |               |                |
| Burg Wildeck                                         | Dietingen-Irslingen                   |           |               |                |
| Burg Wildenstein (Horgen)                            | Zimmern ob Rottweil-Horgen            |           |               |                |
| Willenburg (Schlössle)                               | Schiltach                             |           |               |                |
| Burg Wittichenstein (Wicktenstein)                   | Schenkenzell                          |           |               |                |

### Schwarzwald-Baar-Kreis
| Name                                                          | Ort / Lage                                 | Typ                       | Bemerkungen        | Bild           |
| ------------------------------------------------------------- | ------------------------------------------ | ------------------------- | ------------------ | -------------- |
| Burg Aasen                                                    | Donaueschingen-Aasen                       |                           |                    |                |
| Ortsburg Aitlingen                                            | Blumberg–Riedöschingen                     | abgegangene Motte         |                    |                |
| Burg Althornberg                                              | Triberg-Althornberg                        |                           |                    |                |
| Burgstall Auf der Burg                                        | Vöhrenbach                                 |                           |                    |                |
| Burgstall Auf der Steig                                       | Vöhrenbach                                 |                           |                    |                |
| Burg Bärenberg (Weiberzahn, Bärenburg)                        | Königsfeld im Schwarzwald                  |                           |                    |                |
| Burgstall Bei Pregin                                          | Vöhrenbach-Hammereisenbach                 | abgegangene Turmhügelburg |                    |                |
| Burg Blumberg (Alt-Blumberg, Schloss Blumberg)                | Blumberg                                   |                           |                    |                |
| Burg Bräunlingen                                              | Bräunlingen                                |                           |                    |                |
| Schloss Bräunlingen (Schellenbergsches Schloss)               | Bräunlingen                                |                           |                    |                |
| Wasserburg Bruggen                                            | Bräunlingen-Bruggen                        |                           |                    |                |
| Burg Burgberg (Bärenberg, Turm)                               | Königsfeld im Schwarzwald-Burgberg         |                           |                    |                |
| Ruine Dellingen                                               | Bräunlingen-Waldhausen                     |                           |                    |                |
| Schloss Donaueschingen                                        | Donaueschingen                             |                           |                    | weitere Bilder |
| Burgstall Dreistegen                                          | Gütenbach                                  |                           |                    |                |
| Burg Entenburg                                                | Donaueschingen-Pfohren                     |                           |                    | weitere Bilder |
| Burg Fürstenberg                                              | Hüfingen-Fürstenberg                       | Burgstall                 |                    |                |
| Schloss Granegg (Burg Granegg, Burg Graneck)                  | Niedereschach                              | Burg                      | Ab 1778 abgerissen |                |
| Burg Hardeck (Hardegg, Hardteck)                              | Mundelfingen                               |                           |                    |                |
| Schloss Hüfingen (Oberes Schloss)                             | Hüfingen                                   |                           |                    |                |
| Burg Keferburg (Käferburg)                                    | Villingen-Schwenningen-Villingen           |                           |                    |                |
| Burg Kirnberg (Kürnburg, Kirnburg)                            | Bräunlingen-Unterbränd                     |                           |                    |                |
| Ruine Kirneck (Kirnegg, Kürneck, Kürnach, Salvest)            | Villingen-Schwenningen                     |                           |                    |                |
| Krumpenschloss (Altfürstenberg, Alt-Fürstenberg, Schlossberg) | Vöhrenbach-Hammereisenbach                 |                           |                    |                |
| Schloss Länge (Längeschloss)                                  | Hüfingen                                   | abgegangenes Schloss      |                    |                |
| Burg Langenstein                                              | Bräunlingen-Waldhausen                     |                           |                    |                |
| Burg Mühleg                                                   | Blumberg                                   |                           |                    |                |
| Burgstall Mühlhausen                                          | Mühlhausen bei Schwenningen                | abgegangene Turmhügelburg |                    |                |
| Burg Neudingen                                                | Donaueschingen-Neudingen                   |                           |                    |                |
| Burg Neuenburg                                                | Blumberg                                   |                           |                    |                |
| Burg Neu-Fürstenberg                                          | Vöhrenbach-Hammereisenbach                 |                           |                    | weitere Bilder |
| Burg Runstal                                                  | Villingen-Schwenningen-Pfaffenweiler       |                           |                    |                |
| Burgstall Schlossermatt                                       | Vöhrenbach                                 | abgegangene Turmhügelburg |                    |                |
| Schlössle (Schlösslebühl)                                     | Villingen-Schwenningen-Herzogenweiler      |                           |                    |                |
| Burg Stockburg                                                | Bräunlingen                                |                           |                    |                |
| Burg Triberg                                                  | Triberg im Schwarzwald                     |                           |                    | weitere Bilder |
| Burg Unterkirnach                                             | Unterkirnach                               |                           |                    |                |
| Burg Villingen                                                | Villingen-Schwenningen                     |                           |                    |                |
| Burgstall Vogte                                               | St. Georgen im Schwarzwald-Langenschiltach | abgegangene Turmhügelburg |                    |                |
| Ruine Waldau                                                  | Königsfeld im Schwarzwald                  |                           |                    | weitere Bilder |
| Ruine Warenburg (Burg Warenberg)                              | Villingen-Schwenningen                     |                           |                    |                |
| Schloßbühl Weigheim                                           | Villingen-Schwenningen–Weigheim            | abgegangene Turmhügelburg |                    |                |
| Ruine Zindelstein                                             | Donaueschingen-Wolterdingen                |                           |                    |                |

### Landkreis Tuttlingen
| Name                                                   | Ort / Lage                        | Typ                  | Bemerkungen | Bild           |
| ------------------------------------------------------ | --------------------------------- | -------------------- | --- | -------------- |
| Burgstall Aixheim                                      | Aldingen-Aixheim                  |                      | |                |
| Burgreste Altfridingen (Alt-Fridingen)                 | Fridingen an der Donau            |                      | |                |
| Burg Altrietheim (Alt-Rietheim)                        | Rietheim-Weilheim                 |                      | |                |
| Burg Amtenhausen (Zimmern)                             | Immendingen-Zimmern               |                      | |                |
| Burgstelle Bachtal                                     | Buchheim                          |                      | |                |
| Jagdschloss Bachzimmern                                | Immendingen                       |                      | |                |
| Burg Baldenberg (Dreifaltigkeitsberg, Spaichingen)     | Spaichingen                       |                      | |                |
| Schloss Balgheim                                       | Balgheim                          |                      | |                |
| Burgreste Bärenthal                                    | Bärenthal                         |                      | |                |
| Burgreste Bräunisburg (Neuwartenberg)                  | Mühlheim                          | Höhenburg            | Burgstall, Wall- und Grabenreste |                |
| Schloss Bronnen                                        | Fridingen an der Donau            |                      | | weitere Bilder |
| Burghalde                                              | Dürbheim                          |                      | |                |
| Burghalde                                              | Kolbingen                         |                      | |                |
| Burgruine Burgstall                                    | Fridingen an der Donau            |                      | |                |
| Burgreste Burgstallhöhle                               | Fridingen an der Donau            |                      | |                |
| Burg Darrendobel                                       | Immendingen-Zimmern               |                      | |                |
| Burg Durchhausen (Schlossgarten)                       | Durchhausen                       |                      | |                |
| Ehrenburg                                              | Geisingen                         |                      | |                |
| Kirchenburg Emmingen (Emmingen ab Egg)                 | Emmingen-Liptingen                |                      | |                |
| Schloss Emmingen (Emmingen ab Egg)                     | Emmingen-Liptingen                |                      | |                |
| Schloss Ensisheim                                      | Emmingen-Liptingen                |                      | |                |
| Burgstelle Espach (Freudeneck)                         | Mühlheim                          |                      | |                |
| Schloss Fridingen (Ifflinger Schloss)                  | Fridingen an der Donau            |                      | |                |
| Burg Fürstenstein                                      | Rietheim-Weilheim                 |                      | |                |
| Burg Geisingen (Gisingen)                              | Geisingen                         |                      | |                |
| Schloss Geisingen (Gesingen, Schlössle)                | Geisingen                         |                      | |                |
| Burg Gerichtszoller                                    | Emmingen-Liptingen                |                      | |                |
| Burgruine Granegg (Graneck, Michelstein)               | Egesheim                          |                      | |                |
| Heidenburg                                             | Geisingen                         |                      | |                |
| Heidenburg                                             | Immendingen-Bachzimmern           |                      | |                |
| Heidenburg                                             | Immendingen-Ippingen              |                      | |                |
| Burg Hewenegg (Junghewen, Hauptburg, Höwenegg)         | Immendingen                       |                      | |                |
| Burgrest Hewenegg (Vorburg, Burgstall, Kleine Burg)    | Immendingen                       |                      | |                |
| Burg Hohenkarpfen (Karpfen)                            | Gunningen                         |                      | |                |
| Burg Hohenlupfen (Lupfen)                              | Talheim                           |                      | |                |
| Homburg                                                | Emmingen-Liptingen                |                      | |                |
| Burgruine Honberg (Honburg)                            | Tuttlingen                        |                      | |                |
| Burg Hörnekapf                                         | Geisingen                         |                      | |                |
| Burg Immendingen (Burgstall)                           | Immendingen                       |                      | |                |
| Unteres Schloss (Immendingen)                          | Immendingen                       |                      | |                |
| Oberes Schloss (Immendingen)                           | Immendingen                       |                      | |                |
| Burghöhle Kaiserstandsfelsen (Höhle beim Scheuerlehof) | Buchheim                          |                      | |                |
| Burgruine Kallenberg                                   | Buchheim                          |                      | |                |
| Burg Klingenberg                                       | Talheim                           |                      | |                |
| Burg Kolbingen (Burgstall, Walterstein)                | Kolbingen                         |                      | |                |
| Burg Konzenberg                                        | Wurmlingen                        |                      | | weitere Bilder |
| Burgruine Kraftstein                                   | Mühlheim                          |                      | | weitere Bilder |
| Burg Krinnerfels                                       | Fridingen an der Donau            |                      | |                |
| Burg Lehenbühl                                         | Fridingen an der Donau            |                      | |                |
| Burg Leipferdingen                                     | Geisingen-Leipferdingen           | Wallanlage           | Reste einer vorgeschichtlichen, wohl eisenzeitlichen/keltenzeitlichen Wallanlage                                                     |                |
| Laengeschloss Leipferdingen                            | Geisingen-Leipferdingen           | Jagdschloss          | Vollständig abgebrochenes, ehemals Fürstlich Fürstenbergisches Jagdschloss                                                           |                |
| Burgreste Lengenfels (Südburg und Nordburg)            | Bärenthal                         |                      | |                |
| Burgruine Luginsfeld                                   | Tuttlingen                        |                      | |                |
| Schloss Mauenheim                                      | Immendingen-Mauenheim             | Schloss              | Der Turm der Pfarrkirche St. Bartholomäus in Mauenheim soll der Rest des zerstörten Schlosses des 15. Jh. derer von Klingenberg sein |                |
| Burgstelle Möhringen                                   | Tuttlingen-Möhringen an der Donau | Burg                 | Burgstall, bis auf geringe Reste zerstört (1924)                                                                                     |                |
| Schloss Möhringen (Altes und Neues Schloss)            | Tuttlingen-Möhringen an der Donau |                      | | weitere Bilder |
| Hinteres Schloss Mühlheim                              | Mühlheim                          | Schloss              | um 1200, Aussehen des 18. Jahrhunderts, erhalten, Schloss des Monats Juli 2019 der Denkmalstiftung Baden-Württemberg                 | weitere Bilder |
| Vorderes Schloss Mühlheim (Altes Schloss)              | Mühlheim                          | Schloss (Herrenhaus) | Im 14. Jahrhundert erbaut, bis 1987 im Besitz der Herren von Enzheim, erhalten                                                       | weitere Bilder |
| Burg Neuhausen                                         | Neuhausen ob Eck                  |                      | |                |
| Schloss Neuhohenberg (Granegg’sches Schloss)           | Fridingen an der Donau            |                      | |                |
| Burg Neu-Sunthausen (Sunthausen)                       | Geisingen-Hausen                  |                      | |                |
| Burg Reifenberg                                        | Thalheim                          |                      | |                |
| Burg Rietheim                                          | Hausen ob Verena                  |                      | |                |
| Schloss Rietheim (Oberes Schloss)                      | Rietheim-Weilheim                 |                      | |                |
| Burgreste Rockenbusch                                  | Buchheim                          |                      | |                |
| Burgstelle Schallon (Schanze)                          | Rietheim-Weilheim                 |                      | |                |
| Abschnittsbefestigung Schänzle                         | Geisingen-„Schänzle“              |                      | |                |
| Schänzle                                               | Buchheim                          |                      | |                |
| Burg Schenkenberg                                      | Emmingen-Liptingen                |                      | |                |
| Burg Schlößlesbühl                                     | Aldingen                          |                      | |                |
| Burgreste Schwandorf (Turm, Altes Schloss Madach)      | Neuhausen ob Eck                  |                      | |                |
| Burg Spaltfels                                         | Irndorf                           |                      | | weitere Bilder |
| Burgstall Stein                                        | Fridingen an der Donau            |                      | | weitere Bilder |
| Burgruine Stiegelesfels                                | Fridingen an der Donau            |                      | |                |
| Burg Trossingen (Sattlersbühl)                         | Trossingen                        |                      | |                |
| Burgstelle Wallenburg                                  | Dürbheim                          |                      | |                |
| Burg Walterstein                                       | Kolbingen                         |                      | |                |
| Burgruine Wartenberg                                   | Geisingen                         |                      | | weitere Bilder |
| Burg Wartenberg (Alt-Wartenberg)                       | Geisingen                         |                      | |                |
| Schloss Wartenberg                                     | Geisingen                         |                      | |                |
| Burgreste Wasserburg                                   | Tuttlingen                        |                      | |                |
| Burgruine Wehingen (Harrasburg)                        | Wehingen                          |                      | | weitere Bilder |
| Burg Westätten                                         | Neuhausen ob Eck                  |                      | |                |
| Burg Wurmlingen (Schanze auf dem Aienbuch)             | Wurmlingen                        |                      | |                |
| Schloss Wurmlingen                                     | Wurmlingen                        |                      | |                |
| Burgruine Ziegelhöhlenburg                             | Fridingen an der Donau            |                      | |                |

### Landkreis Waldshut
| Name                                                                | Ort / Lage                                              | Typ   | Bemerkungen                     | Bild           |
| ------------------------------------------------------------------- | ------------------------------------------------------- | ----- | ------------------------------- | -------------- |
| Burg Allmut                                                         | Waldshut-Tiengen-Aichen                                 |       |                                 |                |
| Burg Altkrenkingen                                                  | Waldshut-Tiengen-Krenkingen                             |       |                                 |                |
| Burg Balm                                                           | Lottstetten-Balm                                        |       |                                 |                |
| Ruine Bärenfels (Steinegg)                                          | Wehr                                                    |       |                                 | weitere Bilder |
| Burg Berauerhorn (Horn)                                             | Ühlingen-Birkendorf-Berau                               |       |                                 |                |
| Propstei Berau in Ühlingen-Birkendorf                               | OT Berau                                                |       |                                 | weitere Bilder |
| Schloss Bettmaringen, St. Blasisches Amtshaus                       | Stühlingen-Bettmaringen                                 |       |                                 |                |
| Burg Bildstein, Ober- / Unterbildstein                              | Dachsberg (Südschwarzwald)                              |       |                                 |                |
| Burg Birkendorf                                                     | Ühlingen-Birkendorf-Birkendorf                          |       |                                 |                |
| Burg Blumegg                                                        | Stühlingen-Grimmelshofen                                |       |                                 |                |
| Burg Blumpenbach                                                    | Waldshut-Tiengen-Stunzingen                             |       |                                 |                |
| Schloss Bonndorf                                                    | Bonndorf im Schwarzwald                                 |       |                                 | weitere Bilder |
| Burg Detzeln, (heute Klosenkapelle)                                 | Waldshut-Tiengen                                        |       |                                 |                |
| Edenburg                                                            | Jestetten                                               |       |                                 |                |
| Schloss Ewattingen, St. Blasianisches Amtshaus                      | Wutach (Gemeinde)                                       |       |                                 |                |
| Burg Güggelsperg (Guggelsperg)                                      | Bonndorf im Schwarzwald                                 |       |                                 |                |
| Schloss Gurtweil                                                    | Waldshut-Tiengen-Gurtweil-Weilheim                      |       |                                 | weitere Bilder |
| Ruine Gutenburg bei Gurtweil (Gutenberg)                            | Waldshut-Tiengen-Aichen                                 |       |                                 | weitere Bilder |
| Pfarrhof Grafenhausen                                               | Grafenhausen                                            |       |                                 | weitere Bilder |
| Greiffeneggschlösschen                                              | Waldshut                                                |       |                                 |                |
| Burg Gut-Krenkingen (Gutkrenkingen)                                 | Waldshut-Tiengen                                        |       |                                 |                |
| Ruine Hauenstein                                                    | Laufenburg-Hauenstein                                   |       |                                 | weitere Bilder |
| Schanze und Oppidum auf Schwaben (Jestetten-Altenburg)              | Jestetten                                               |       |                                 |                |
| Burg Hörnle                                                         | Ewattingen                                              |       |                                 |                |
| Schloss Hohenlupfen                                                 | Stühlingen                                              |       |                                 | weitere Bilder |
| Burg Ibach                                                          | Ibach                                                   | Burg  |                                 |                |
| Ruine Iburg (Riburg, Rihburg)                                       | Görwihl                                                 | Ruine |                                 | weitere Bilder |
| Burg Isnegg (Isneck)                                                | Weilheim                                                |       |                                 |                |
| Burg Jestetten (Turm zu Jestetten)                                  | Jestetten                                               |       |                                 |                |
| Schloss Jestetten (Oberes Schloss, Berg Tabor)                      | Jestetten                                               |       |                                 |                |
| Kadelburg (Castelburg, Kadilburck)                                  | Küssaberg-Kadelburg                                     |       |                                 |                |
| Burg Krenkingen                                                     | Waldshut-Tiengen-Krenkingen                             |       |                                 |                |
| Küssaburg (Küssaberg)                                               | Küssaberg-Bechtersbohl                                  |       |                                 | weitere Bilder |
| Burg Küssnach                                                       | Küssaberg                                               |       |                                 |                |
| Burg Laufenburg (Ofterdingen)                                       | Laufenburg                                              |       |                                 |                |
| Burg Leinegg                                                        | Weilheim-Nöggenschwiel                                  |       |                                 |                |
| Burg Lindenbuck                                                     | Bonndorf im Schwarzwald                                 |       |                                 |                |
| Burg Mandach (Schloss Weiler)                                       | Ühlingen-Birkendorf-Riedern                             |       |                                 | weitere Bilder |
| Burg Neukrenkingen                                                  | Klettgau-Riedern am Sand                                |       |                                 |                |
| Burg Neu-Tannegg (Burg Boll)                                        | Bonndorf im Schwarzwald-Boll                            |       |                                 | weitere Bilder |
| Schloss Ofteringen                                                  | Ofteringen                                              |       |                                 | weitere Bilder |
| Burg Roggenbach                                                     | Bonndorf im Schwarzwald                                 |       | Teil der Roggenbacher Schlösser | weitere Bilder |
| Burg Röthekopf                                                      | Bad Säckingen                                           |       |                                 |                |
| Burg Rotwasserstelz (Schloss Rötteln, Röteln)                       | Hohentengen am Hochrhein                                |       |                                 | weitere Bilder |
| Konstanz-Rheinauisches Amtshaus (Rheinheim)                         | Rheinheim                                               |       |                                 |                |
| Kaiserliches Jagdhaus                                               | Rheinheim                                               |       |                                 |                |
| Burg Rheinsberg                                                     | Murg-Rothaus                                            |       |                                 |                |
| Ryburg (Rihburg, Iburg)                                             | Albbruck-Steinbach                                      |       |                                 |                |
| Burg Schnörringen                                                   | Weilheim                                                |       |                                 |                |
| Salpetererhaus Birkingen                                            | Birkingen                                               |       |                                 |                |
| Burg Semperbuck, Semberg                                            | Wutöschingen-Schwerzen                                  |       |                                 |                |
| Burg Steinegg                                                       | Bonndorf im Schwarzwald-Wittlekofen                     |       | Teil der Roggenbacher Schlösser |                |
| Burg Tannegg (Alt-Tannegg)                                          | Bonndorf im Schwarzwald-Boll                            |       |                                 |                |
| Burg Tiefenstein                                                    | Görwihl-Tiefenstein                                     |       |                                 | weitere Bilder |
| Waldvogteiamt, auch Waldvogteischloss                               | Waldshut-Tiengen                                        |       |                                 |                |
| Wallburg Tiefenstein                                                | Görwihl-Tiefenstein                                     |       |                                 |                |
| Schloss Tiengen                                                     | Waldshut-Tiengen                                        |       |                                 | weitere Bilder |
| Pfarrhof Todtmoos                                                   | Todtmoos                                                |       |                                 |                |
| Burg Tombrugg                                                       | Höchenschwand                                           |       |                                 |                |
| Burgstall Tüsental                                                  | Jestetten                                               |       |                                 |                |
| Trompeterschlösschen (Schloss Säckingen, Schönau, Schönauerschloss) | Bad Säckingen                                           |       |                                 | weitere Bilder |
| Schlössle Schmitzingen                                              | Waldshut-Tiengen, (ehemals Landedelsitz derer von Roll) |       |                                 |                |
| Ruine Untereggingen                                                 | Eggingen                                                |       |                                 |                |
| Burg Untermettingen, Schloss Jägerhaus                              | Ühlingen-Birkendorf                                     |       |                                 |                |
| Spätgotisches Vogthaus                                              | Detzeln                                                 |       |                                 |                |
| Waldschloss                                                         | Waldshut                                                |       |                                 |                |
| Ruine Wehr                                                          | Wehr                                                    |       |                                 |                |
| Altes Schloss Wehr                                                  | Wehr                                                    |       |                                 | weitere Bilder |
| Neues Schloss Wehr (Schönausches Schloss)                           | Wehr                                                    |       |                                 | weitere Bilder |
| Burg Weißenburg                                                     | Klettgau-Weisweil                                       |       |                                 |                |
| Burgruine Weisswasserstelz                                          | Hohentengen am Hochrhein                                |       |                                 | weitere Bilder |
| Ruine Werrach (Schlössle, Wehr)                                     | Wehr                                                    |       |                                 | weitere Bilder |
| Burgruine Wieladingen (Harpoldinger Schloss)                        | Rickenbach-Wieladingen                                  |       |                                 | weitere Bilder |
| Schloss Willmendingen                                               | Wutöschingen-Schwerzen                                  |       |                                 | weitere Bilder |